# Slovacia
Slovacia (în slovacă Slovensko; ), oficial Republica Slovacă (în slovacă Slovenská republika), este o țară fără ieșire la mare din Europa Centrală. Se învecinează cu Polonia la nord, cu Ucraina la est, cu Ungaria la sud, cu Austria spre vest și cu Republica Cehă spre nord-vest. Slovacia are circa 49.000 kilometri pătrați și este în cea mai mare parte o țară montană. Populația este de peste 5,4 milioane de locuitori și constă în majoritate din slovaci. Capitala și cel mai mare oraș este Bratislava, iar al doilea cel mai mare oraș este Košice. Limba oficială este limba slovacă. 
Slavii au sosit pe teritoriul Slovaciei actuale în secolele al V-lea și al VI-lea. În secolul al VII-lea ei au jucat un rol semnificativ în crearea Imperiului lui Samo, iar în secolul al IX-lea s-a întemeiat Principatul Nitra, care a fost ulterior cucerit de către Principatul Moraviei pentru a înființa Moravia Mare. În secolul al X-lea, după dizolvarea Moraviei Mari, teritoriul a fost integrat în Principatul Ungariei, care avea să devină Regatul Ungariei în anul 1000. În 1241 și 1242, o mare parte a teritoriului a fost distrusă de mongoli în timpul invaziei lor din Europa Centrală și de Est. Zona a fost recuperată în mare parte datorită lui Béla al IV-lea al Ungariei, care a colonizat și germanii țipțeri, care au devenit un grup etnic important în zonă, în special în ceea ce astăzi reprezintă Slovacia centrală și de est. După Primul Război Mondial și dizolvarea Imperiului Austro-Ungar, Consiliul Național Cehoslovac a pus bazele Cehoslovaciei (1918-1939). O primă Republică Slovacă independentă existat în timpul celui de al Doilea Război Mondial ca stat clientelar⁠(d) totalitar, clero-fascist, unipartid al Germaniei Naziste. La sfârșitul celui de al Doilea Război Mondial, Cehoslovacia a fost restabilită ca țară independentă. O lovitură de stat, în 1948 a pus bazele unui alt stat totalitar cu partid unic, sub regim comunist⁠(d), în timpul căruia țara a existat ca satelit al Uniunii Sovietice. Încercările de liberalizare a comunismului⁠(d) în Cehoslovacia au culminat cu primăvara de la Praga, care a fost zdrobită de invazia Pactului de la Varșovia în august 1968. În 1989, Revoluția de Catifea a pus capăt dominației comuniste asupra Cehoslovaciei. Slovacia a devenit un stat independent la 1 ianuarie 1993, după dizolvarea pașnică a Cehoslovaciei, uneori cunoscută sub numele de divorțul de catifea. 
Slovacia este o economie avansată cu venituri mari, cu un Indice al Dezvoltării Umane foarte mare, un standard de viață foarte ridicat și obține rezultate favorabile la măsurarea libertăților civile⁠(d), libertății presei, libertății internetului⁠(d), guvernării democratice și păcii. Țara menține o combinație de economie de piață cu un sistem cuprinzător de asigurări sociale⁠(d). Cetățenii Slovaciei beneficiază de asistență medicală universală⁠(d) , educație gratuită⁠(d) și unul dintre cele mai lungi concedii pentru creșterea copilului⁠(d) din OCDE. Țara a aderat la Uniunea Europeană în 2004 și la zona euro la 1 ianuarie 2009. Slovacia este, de asemenea, membră a Spațiului Schengen, a NATO, a Organizației Națiunilor Unite, OCDE, OMC, CERN, OSCE, Consiliului Europei și Grupului de la Visegrád. Deși inegalitatea veniturilor regionale este ridicată, 90% dintre cetățeni sunt propriietari ai propriilor locuințe⁠(d). În 2018, cetățenii slovaci aveau acces fără vize sau cu viză la sosire în 179 de țări și teritorii, pașaportul slovac clasându-se la acest capitol pe locul 10 în lume. Ca parte a zonei euro, moneda slovacă este euro, a doua cea mai tranzacționată monedă din lume. Slovacia este cel mai mare producător mondial de automobile pe cap de locuitor, cu un total de 1.040.000 de automobile fabricate în țară doar în 2016 și al șaptelea cel mai mare producător de automobile din Uniunea Europeană. Industria automobilelor reprezintă 42% din producția industrială a Slovaciei, și un sfert din exporturile sale.

## Etimologie
Prima mențiune scrisă a numelui Slovacia provine din 1586 (în germană In Liptau, bei der Stadt Sankt Nikolaus in der Slovakia). Aceasta derivă din cuvântul ceh Slováky; formele anterioare germane erau Windischen landen și Windenland (secolul al XV-lea). Numele în limba autohtonă, Slovensko (1791) provine dintr-o denumire mai veche a slovacilor, Sloven, ceea ce poate indica originea sa înainte de secolul al XV-lea. Sensul original era geografic (nu politic), deoarece Slovacia a făcut parte din Regatul multietnic al Ungariei și nu a constituit o unitate administrativă separată în această perioadă. 

## Istorie

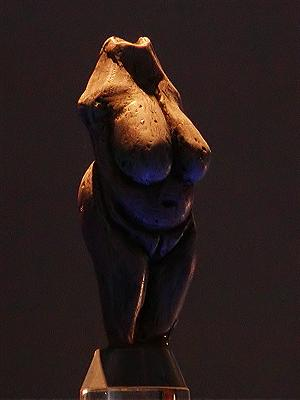
O din Moravany nad Váhom, care datează din 22.800 î.e.n.

Datarea cu carbon radioactiv plasează cele mai vechi artifacte arheologice păstrate din Slovacia — găsite în apropiere de Nové Mesto nad Váhom — cu circa 270.000 de ani în urmă, în epoca Paleoliticului timpuriu. Aceste unelte antice, realizate prin tehnica clactoniană⁠(d), stau mărturie despre vechiul habitat al Slovaciei. 
Alte instrumente de piatră⁠(d) din epoca paleoliticului mijlociu (200.000–80.000 î.e.n.) provin din peștera Prévôt (Prepoštská) de lângă Bojnice și din alte locații din apropiere. Cea mai importantă descoperire din acea epocă este un craniu de neandertal (aproximativ 200.000 de ani), descoperit lângă Gánovce, un sat din nordul Slovaciei. 
Arheologii au descoperit schelete umane preistorice în regiune, precum și numeroase obiecte și vestigii ale culturii gravettiene⁠(d), în principal în văile râurilor Nitra, Hron, Ipeľ⁠(d), Váh și până în orașul Žilina și în apropierea poalelor munților Vihorlat⁠(d), Inovec și Tribeč⁠(d), precum și în Munții Myjava. Printre cele mai cunoscute descoperiri se numără cea mai veche statuetă feminină din os de mamut (22.800 î.e.n.), renumita Venus din Moravany⁠(d). Statueta a fost găsită în anii 1940 în Moravany nad Váhom, lângă Piešťany. Numeroase coliere din cochiliile de gastropode termofile Cypraca din perioada terțiară provin din locațiile Zákovská, Podkovice, Hubina și Radošina. Aceste constatări furnizează cele mai vechi dovezi ale schimburilor comerciale realizate între Marea Mediterană și Europa Centrală. 

### Epoca Bronzului

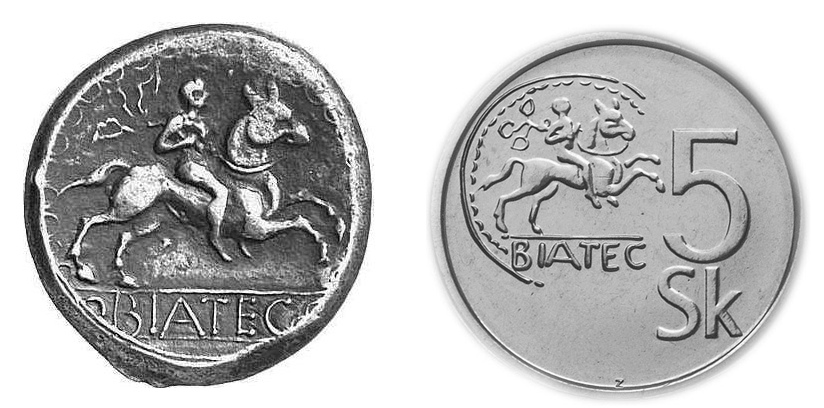
Stânga: o monedă celtică
Dreapta: cinci coroane slovace

Epoca bronzului pe teritoriul geografic al Slovaciei moderne a trecut prin trei etape de dezvoltare, care se întind între 2000 și 800 î.e.n. Dezvoltarea culturală, economică și politică majoră poate fi atribuită creșterii semnificative a producției de cupru, în special în Slovacia centrală (de exemplu, în Špania Dolina) și de nord-vest. Cuprul a devenit o sursă stabilă de prosperitate pentru populația locală. 
După dispariția culturilor Čakany și Velatice⁠(d), lusațienii⁠(d) au extins construirea de fortificații puternice și complexe, cu mari clădiri permanente și centre administrative. Excavațiile fortificațiilor de pe dealuri⁠(d) ale lusațienilor evidențiază dezvoltarea substanțială a comerțului și agriculturii în acea perioadă. Bogăția și diversitatea mormintelor a crescut considerabil. Locuitorii din zonă au construit arme, scuturi, bijuterii, vase și statui. 

### Epoca fierului

#### Perioada Hallstatt
Sosirea triburilor din Tracia a perturbat populația culturii Kalenderberg, care locuia în satele situate pe câmpie (Sereď) și în fortărețele de pe dealuri, cum ar fi Molpír, lângă Smolenice, în Carpații Mici. În perioada Hallstatt, au fost ridicate movile funerare monumentale în vestul Slovaciei, obiectele princiare constând din nave bogat decorate, ornamente și decorațiuni. Riturile de înmormântare au constat în totalitate din incinerație. Oamenii obișnuiți erau îngropați în cimitire plate cu urne. Un rol special îl juca țesutul și producția de textile. Puterea locală a „prinților“ din perioada Hallstatt a dispărut în Slovacia în ultimul secolul înainte de mijlocul primului mileniu î.e.n., după conflictele între scito-traci și localnici, ceea ce a dus la abandonarea vechilor cetăți de pe dealuri. Zonele relativ depopulate au intrat în curând în interesul triburilor celtice emergente, care au avansat dinspre sud către nord, de-a lungul văilor râurilor slovace, integrându-se pașnic cu resturile populației locale. 

#### Perioada La Tène
De la aproximativ 500 î.e.n., teritoriul Slovaciei moderne a fost colonizat de către celți, care au construit puternice oppida puternică pe locurile actualelor orașe Bratislava și Devín. Biatecii⁠(d), monede de argint⁠(d) cu inscripții în alfabetul latin, reprezintă prima utilizare cunoscută a scrisului în Slovacia. În regiunile nordice, rămășițele populației locale de origine lusațiană, împreună cu influența celtică și mai târziu dacică, au dat naștere culturii specifice Púchov⁠(d), cu meșteșuguri avansate și fierărie, multe fortificații și așezări fortificate de tip central cu monedă de tip „Velkobysterecky” (fără inscripții, cu un cal de o parte și cu un cap pe cealaltă). Această cultură este adesea legată de tribul celtic menționat în sursele romane cu numele de Cotini. 

#### Perioada romană

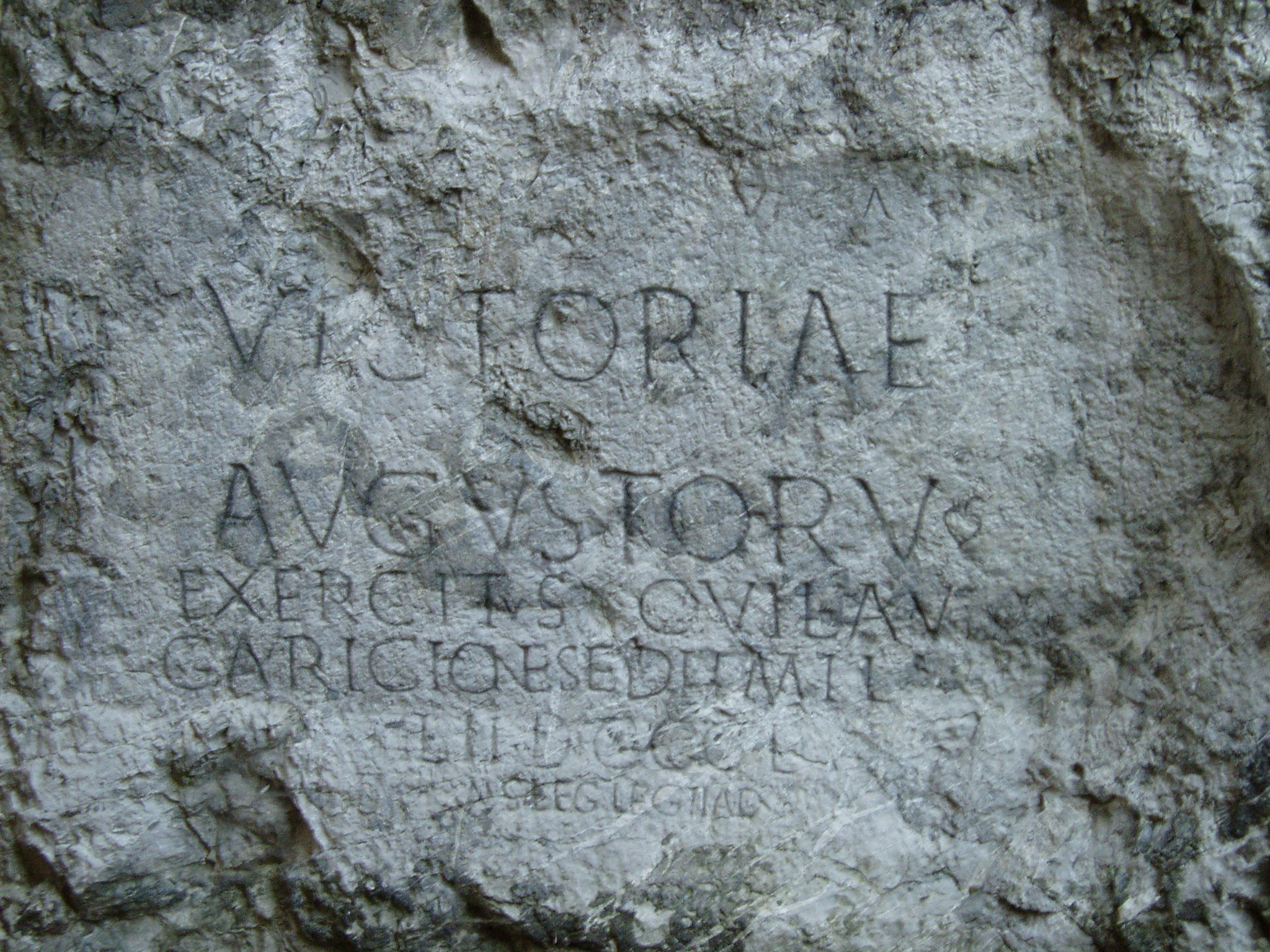
O inscripție romană de pe dealul Trenčín (178-179 e.n.)

Din 2 e.n., Imperiul Roman în expansiune a construit și întrenținut o serie de avanposturi în jurul Dunării și pe malul ei sudic, cel mai mare dintre acestea fiind cunoscut sub numele de Carnuntum (ale cărui rămășițe se află pe drumul principal între Viena și Bratislava) și Brigetio⁠(d) (actualul Szőny la granița slovaco-maghiară). Astfel de așezări de frontieră romane au fost construite în zona actualului Rusovce⁠(d), în prezent o suburbie a orașului Bratislava. Fortul militar a fost înconjurat de un vicus civil și de câteva ferme de tip villa rustica. Numele acestei așezări era Castra Gerulata⁠(d). Fortul militar avea o unitate de cavalerie auxiliară, aproximativ 300 de cai puternici, modelați după Cananefates⁠(d). Rămășițele clădirilor romane au supraviețuit și în Castelul Devín (centrul actual al orașului Bratislava), suburbiile Dúbravka și Stupava și cetatea Bratislava. 
Lângă linia nordică a hinterlandului roman, Limes Romanus, a existat tabăra de iarnă Laugaricio (Trenčínul de astăzi) unde auxiliarii Legiunii II au luptat și au învins într-o bătălie decisivă împotriva tribului german al quazilor în 179 e.n. în timpul războiului marcoman. Regatul Vannius⁠(d) , un regat fondat de triburile germane suebe ale quazilor și marcomanilor, precum și câteva mici triburi germanice și celtice, între care Osi și Cotini, au existat în vestul și centrul Slovaciei din 8–6 î.e.n. până în 179 e.n.

### Marile invazii din secolele al IV-lea–al VII-lea
În secolele al II-lea și al III-lea, hunii au început să părăsească stepele din Asia Centrală. Ei au trecut Dunărea în 377 e.n. și au ocupat Panonia, pe care au folosit-o timp de 75 de ani ca bază pentru lansarea raidurilor de pradă în Europa de Vest. Totuși, moartea lui Attila în 453 a dus la dispariția tribului hunilor. În 568, o confederație tribală turco-mongolă, avarii, și-a desfășurat propria invazie în regiunea Dunării mijlocii. Avarii au ocupat zonele joase ale Câmpiei Panonice și au înființat un imperiu care a dominat Bazinul Carpatic. 
În 623, populația slavă care trăia în partea de vest a Panoniei s-a separat de imperiu după o revoluție condusă de Samo, un negustor franc. După 626, puterea avarilor a început să scadă treptat, dar stăpânirea lor a mai durat până la 804. 

### Statele slave
Triburile slave s-au stabilit pe teritoriul Slovaciei actuale în secolul al V-lea, iar cu trecerea timpului s-au amestecat cu triburile traco-dacice, germanice și celtice de aici, din această sinteză etno-lingvistică rezultând în final poporul slovac. Slovacia de vest a fost centrul imperiului lui Samo în secolul al VII-lea. Un stat slav, cunoscut sub numele de Principatul Nitra, a apărut în secolul al VIII-lea, iar conducătorul său, Pribina Pribina⁠(d), a sfințit prima biserică creștină cunoscută de pe teritoriul Slovaciei actuale, în anul 828. Împreună cu Moravia învecinată, Principatul a format nucleul Moraviei Mari din 833. Apogeul al acestui imperiu slavon a venit odată cu sosirea sfinților Chiril și Metodiu în 863, în timpul domniei ducelui Rastislav și a expansiunii teritoriale sub ducele Svätopluk I.

### Moravia Mare (830–înainte de 907)

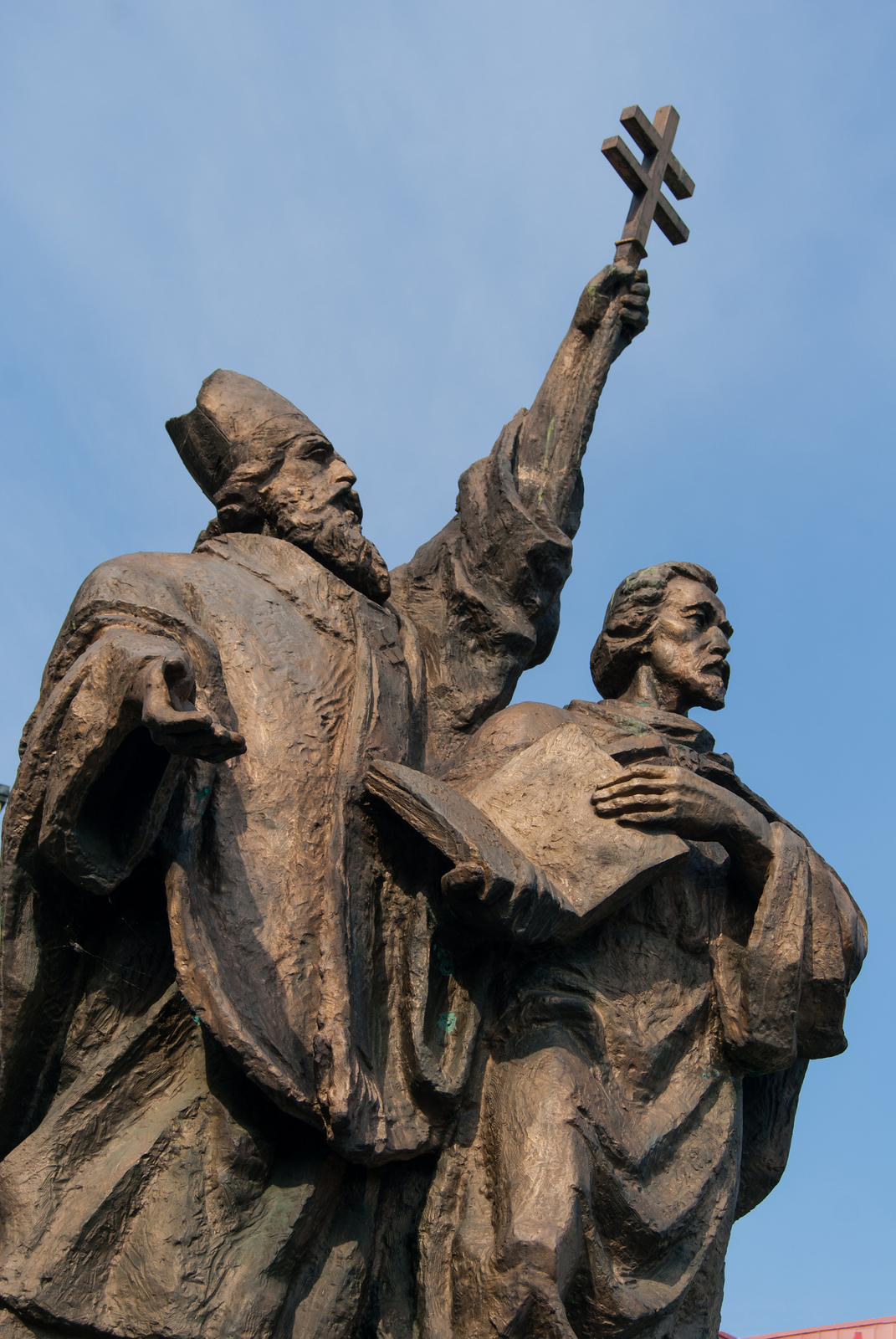
O statuie a Sfinților Chiril și Metodiu în Žilina. În 863, ei au introdus creștinismul în ceea ce este astăzi Slovacia.

Moravia Mare a apărut în jurul anului 830, când Mojmír I a unificat triburile slave situate la nord de Dunăre și a extins supremația moravă asupra lor. Când Mojmír I a încercat să se desprindă de supremația regelui Franciei Răsăritene în 846, regele Ludovic Germanul l-a alungat și l-a ajutat pe nepotul lui Mojmír, Rastislav (846-870), să dobândească tronul. Noul monarh a dus o politică independentă: după ce a oprit un atac franc în anul 855, el a încercat și să slăbească influența preoților franci care predicau în regatul său. Ducele Rastislav i-a cerut împăratului bizantin Mihail al III-lea să trimită profesori care să interpreteze creștinismul în limba slavilor. 
La cererea lui Rastislav, în anul 863 au venit doi frați, oficiali și misionari bizantini, Chiril de Salonic și fratele său Metodiu. Chiril a dezvoltat primul alfabet slav și a tradus Evanghelia în slavona bisericească. Rastislav era preocupat și de securitatea și administrarea statului său. Numeroase castele fortificate construite în întreaga țară sunt datate din timpul domniei sale, iar unele dintre ele (de exemplu, Dowina, uneori identificată cu Castelul Devín⁠(d)) sunt menționate și în legătură cu Rastislav de cronicile france.

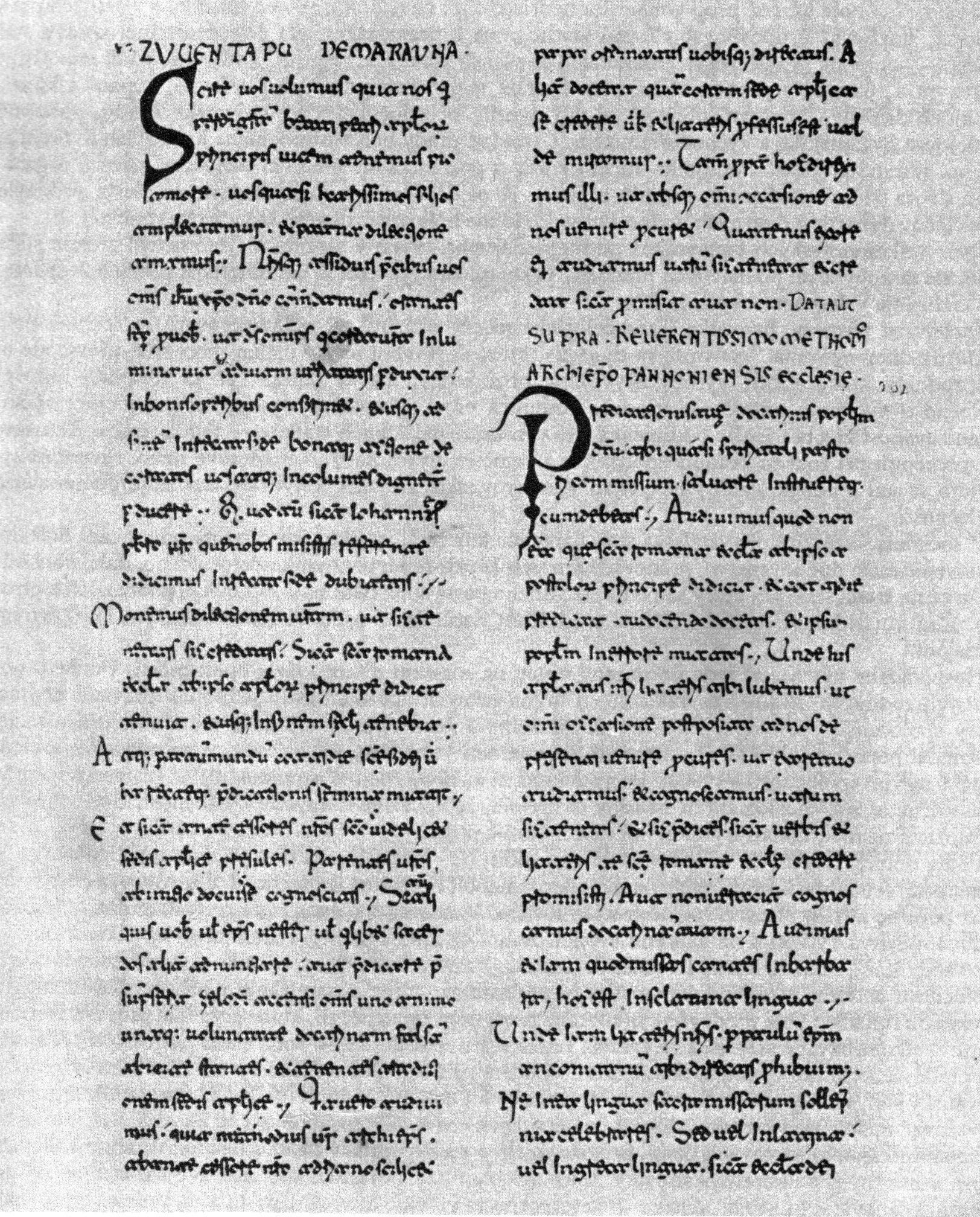
Scire vos volumus, o scrisoare scrisă în 879 de papa Ioan al VIII-lea lui Svatopluk I

În timpul domniei lui Rastislav, Principatul Nitra a fost dat nepotului său, Svatopluk, ca apanaj. Prințul rebel s-a aliat cu francii și l-a destituit pe unchiul său în anul 870. Similar cu predecesorul său, Svätopluk I (871–894), el și-a asumat titlul de rege (rex). În timpul domniei sale Imperiul Moraviei Mari a atins cea mai mare amploare teritorială, când nu numai Moravia și Slovacia, ci și Ungaria Centrală și de Nord de astăzi, Austria Inferioară, Boemia, Silezia, Luzacia, Polonia sudică și Voivodina au aparținut imperiului, dar limitele exacte ale domeniilor sale sunt încă contestate de autori moderni. Svatopluk a rezistat și atacurilor triburilor maghiare și Imperiului Bulgar, deși, uneori, el a angajat maghiari atunci când ducea războaie împotriva Franciei de Est.
În 880 papa Ioan al VIII-lea a înființat o provincie ecleziastică independentă în Moravia Mare, cu arhiepiscopul Metodiu în frunte. El l-a numit și pe clericul german Wiching⁠(d) episcop al Diecezei de Nitra. 

Granițele sigure și cele disputate ale Moraviei Mari sub Svatopluk I (conform istoricilor moderni)

După moartea domnitorului Svatopluk în anul 894, fiii săi, Mojmir al II-lea (894-906?) și Svatopluk al II-lea i-au urmat pe tronul Principatului Moraviei Mari și, respectiv, al Nitrei. Cu toate acestea, ei au început să se certe pentru dominația asupra întregului imperiu. Slăbită de un conflict intern și de războaiele constante cu Francia de Est, Moravia Mare și-a pierdut majoritatea teritoriilor sale periferice. 
Între timp triburile maghiare semi-nomade, care au suferit probabil o înfrângere în fața pecenegilor nomazi, au părăsit teritoriile de la est de Munții Carpați și au invadat Bazinul Panonic, începând să ocupe teritoriul treptat în jurul anului 896. Progresul oastei lor ar putea să fi fost promovat prin războaie continue între țările din regiune ale căror conducători i-au angajat ocazional să intervină în luptele lor.
Nu se știe ce s-a întâmplat cu Mojmír al II-lea și Svatopluk al II-lea, pentru că nu sunt menționați în sursele scrise după 906. În trei bătălii (4–5 iulie și 9 august 907 d.Hr.) lângă Bratislava, maghiarii au învins armatele bavareze. Unii istorici au pus acest an ca dată a dispariției Imperiului Moraviei Mari, datorită cuceririi maghiare; alți istorici consideră o dată puțin anterioară (în 902). 
Moravia Mare a lăsat în urmă o moștenire de durată în Europa Centrală și de Est. Scrierea glagolitică și succesoarea sa chirilică au fost difuzate în alte țări slave, deschizând o nouă cale a dezvoltării lor socio-culturale⁠(d). Sistemul administrativ al Moraviei Mari poate să fi influențat dezvoltarea administrației Regatului Ungariei.

### Regatul Ungariei (1000–1918)

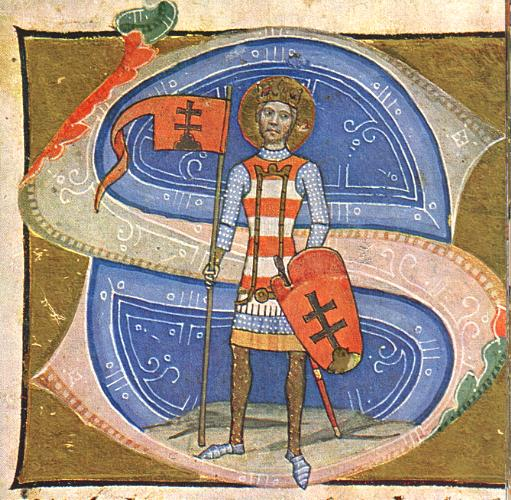
Ștefan I, rege al Ungariei

În urma dezintegrării Imperiului Moraviei Mari la începutul secolului al X-lea, maghiarii au anexat teritoriul care cuprinde Slovacia modernă. După înfrângerea de pe râul Lech, ei și-au abandonat practica nomadă; s-au stabilit în Câmpia Panonică, au adoptat creștinismul și au început să construiască un nou stat - Regatul Ungar.
Din secolul al XI-lea, când teritoriul locuit de populația slavă a bazinului dunărean a fost încorporată în Regatul Ungariei, până în 1918, când imperiul austro-ungar s-a prăbușit, teritoriul Slovaciei moderne a fost parte integrantă a statului maghiar. Compoziția etnică a devenit mai diversă odată cu venirea germanilor carpatici în secolul al XIII-lea, și a evreilor în secolul al XIV-lea. 
O scădere semnificativă a populației a rezultat în urma invaziei mongole din 1241 și foametei ulterioare. Cu toate acestea, în perioada medievală, zona Slovaciei actuale era caracterizată prin imigrație germană și evreiască, orașe înfloritoare, construcția numeroaselor castele de piatră și cultivarea artelor. În 1465, regele Matia Corvin a fondat a treia universitate a Regatului Ungariei, la Pressburg (Bratislava, Pozsony), dar ea a fost închisă în 1490 după moartea sa. Husiții s-au stabilit și in regiune dupa războaiele husite.

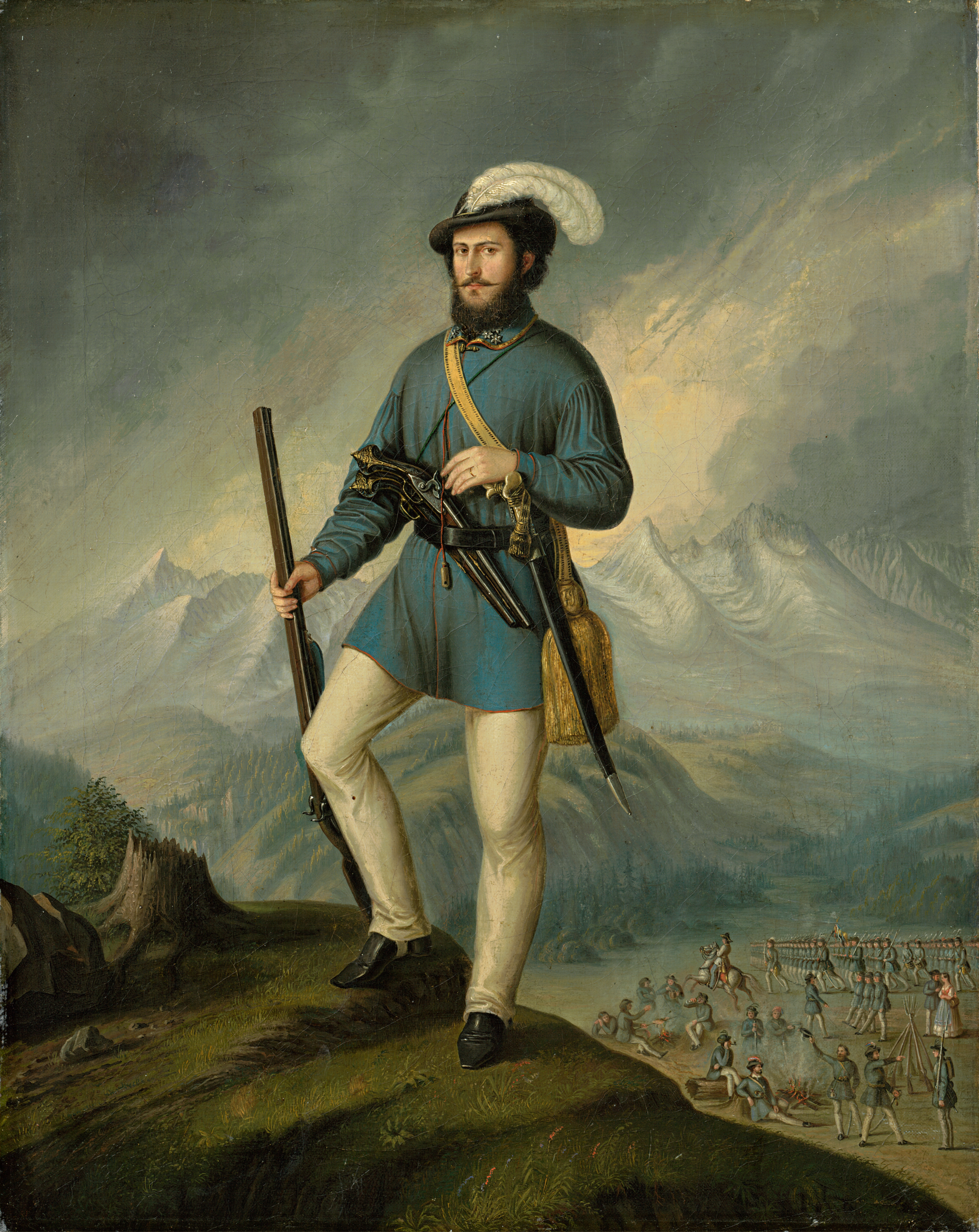
Soldat dintr-un corp de voluntari slovaci în timpul luptei pentru independență față de Regatul Ungariei

Datorită expansiunii Imperiului Otoman pe teritoriul Ungariei, Pozsony (Bratislava) a fost desemnat noua capitală a Ungariei în 1536, puțin înainte ca vechea capitală, Buda, să cadă în mâinile turcilor în 1541. Ea a devenit parte a monarhiei austriece habsburgice, marcând începutul unei noi ere. Teritoriul care cuprinde Slovacia modernă, cunoscută apoi sub numele de Ungaria Superioară, a devenit locul unde aproape două treimi din nobilimea maghiară a fugit de turci și un teritoriu mult mai maghiar din punct de vedere lingvistic și cultural decât înainte. Parțial datorită vechilor familii husite și slovacilor care studiaseră cu Martin Luther, regiunea a cunoscut apoi o creștere a protestantismului. Pentru o perioadă scurtă de timp în secolul al XVII-lea, majoritatea slovacilor au fost luterani. Ei i-au sfidat pe Habsburgii catolici și au căutat protecție din partea Transilvaniei învecinate, un continuator-rival al statului maghiar, în care se practica toleranța religioasă și care era nominal sub suzeranitate otomană. Ungaria superioară, Slovacia modernă, a devenit locul unor războaie frecvente între catolicii din vestul țării și protestanții din est, și împotriva turcilor, frontiera fiind într-o stare constantă de alertă militară și puternic fortificată de castele și cetăți adesea ocupate de trupe catolice germane și slovace din partea habsburgică. Până în 1648, Slovacia nu a fost cruțată de contrareformă, care a adus majoritatea populației sale luterane înapoi la romano-catolicism. În anul 1655, tiparnița de la universitatea din Trnava a produs Cantus Catholici a iezuitului Benedikt Szöllősi, o carte de imnuri catolice în limba slovacă care a reafirmat legăturile cu lucrările anterioare ale lui Chiril și Metodiu. 
Războaiele otomane⁠(d), rivalitatea dintre Austria și Transilvania și insurecțiile frecvente împotriva Monarhiei Habsburgice au provocat multe devastări, mai ales în zonele rurale. În Războiul Austro-Turc (1663-1664), o armată turcă condusă de Marele Vizir a decimat Slovacia. Chiar și așa, slovacii din Principatul Ungariei Superioare⁠(d) au luptat alături de turci împotriva austriecilor și polonezilor în bătălia de la Viena din 1683. Pe măsură ce turcii s-au retras din Ungaria la sfârșitul secolului al XVII-lea, importanța teritoriului Slovaciei moderne a scăzut, deși Pressburg (Bratislava) și-a păstrat statutul de capitală a Ungariei până în 1848, când ea a fost transferată înapoi la Buda.
În timpul revoluției din 1848–49, slovacii l-au sprijinit pe împăratul austriac, sperând să obțină independență față de nobilimea maghiară care domina Regatul Ungariei. Ulterior, mai ales după maghiarizarea ce a urmat includerii Slovaciei în partea ungară a Dublei Monarhii în 1867, relațiile dintre naționalități s-au deteriorat, culminând cu secesiunea Slovaciei față de Ungaria după Primul Război Mondial.

### Cehoslovacia (1918–1939)

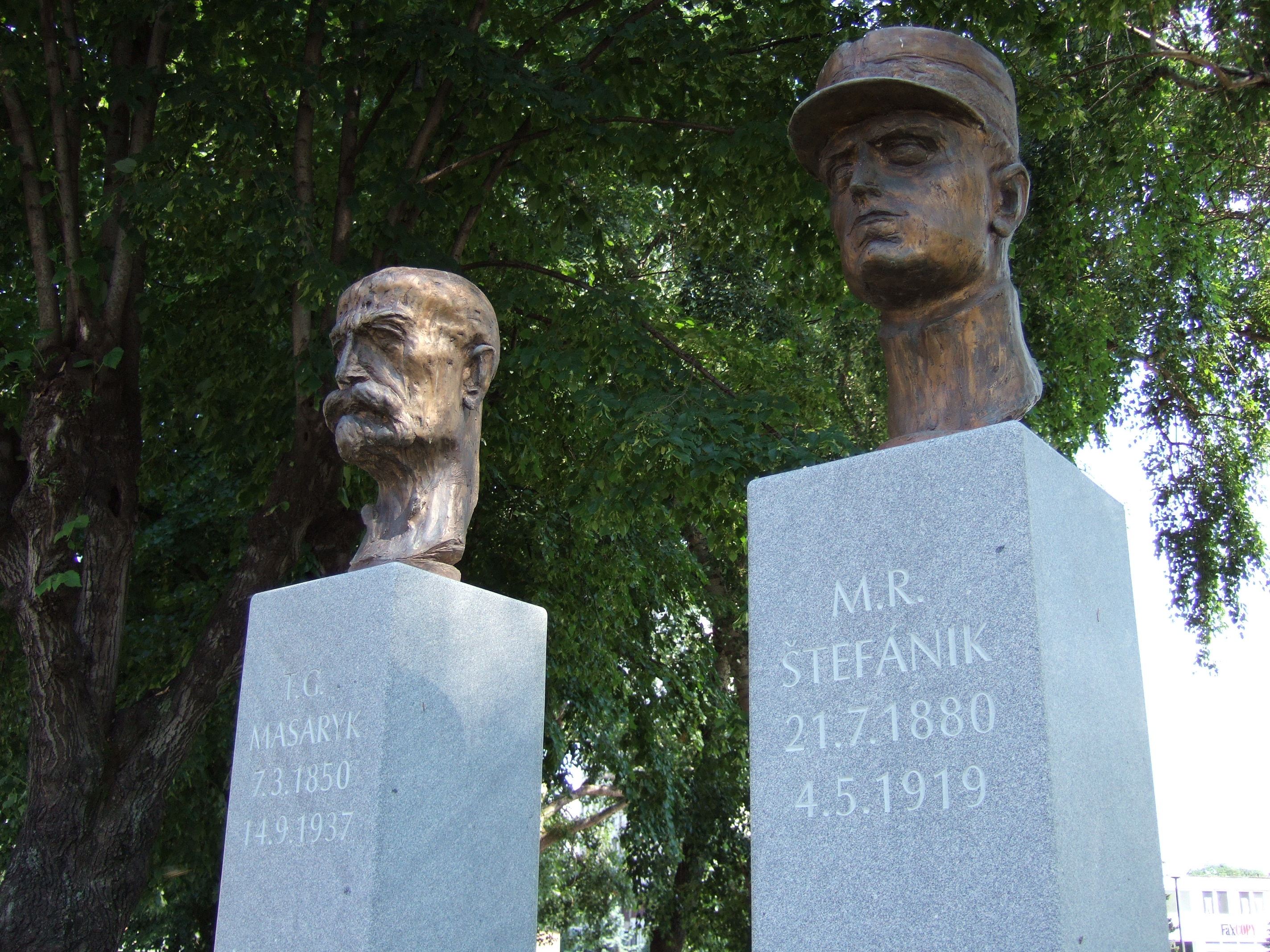
Monument în cinstea lui Tomáš Garrigue Masaryk și a lui Milan Štefánik— ambele figuri cheie din Cehoslovacia timpurie

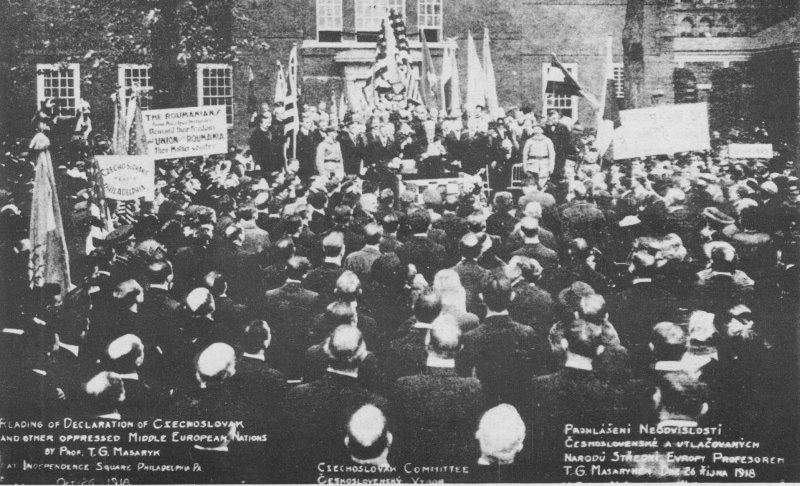
de către Tomáš Garrigue Masaryk în Statele Unite, 1918.

În 1918, Slovacia și regiunile Boemia, Moravia, Silezia Cehă și Rutenia Carpatică au format un stat comun, Cehoslovacia, cu granițele confirmate de Tratatul de la Saint Germain și Tratatul de la Trianon. În 1919, în timpul haosului de după desființarea Austro-Ungariei, Cehoslovacia a fost formată cuprinzând teritorii locuite și de numeroși etnici germani și maghiari. În pacea care a urmat Primului Război Mondial, Cehoslovacia a devenit stat european suveran. Ea a oferit la vremea aceea drepturi destul de ample pentru minoritățile sale și a rămas singura democrație în această parte a Europei în perioada interbelică. 
În timpul perioadei interbelice, Cehoslovacia democratică a fost aliată cu Franța, dar și cu România și Iugoslavia în Mica Antantă; totuși, tratatele de la Locarno din 1925 au lăsat securitatea est-europeană o problemă deschisă. Atât cehii cât și slovacii s-au bucurat de o perioadă de prosperitate relativă. S-au înregistrat progrese nu numai în ceea ce privește dezvoltarea economiei țării, ci și oportunitățile culturale și educaționale. Germanii minoritari au ajuns să-și accepte rolul în noua țară, iar relațiile cu Austria au fost bune. Cu toate acestea, Marea Criză Economică a provocat o recesiune economică accentuată, urmată de perturbări politice și de nesiguranță în Europa.
Ulterior, Cehoslovacia a intrat sub presiunea continuă a guvernelor revizioniste din Germania și Ungaria. În cele din urmă, acestea au dus la Acordul de la München din septembrie 1938, care a permis Germaniei naziste să dezmembreze parțial țara prin ocuparea a ceea ce se numea Sudetenland, o regiune cu o majoritate germanofonă, aflată aproape de granița cu Germania și Austria. Restul „rămășiței” Cehoslovaciei a fost redenumit Ceho-Slovacia și a inclus un grad mai mare de autonomie politică pentru partea slovacă. Slovacia de sud și de est, însă, a fost anexată de Ungaria prin Primul Dictat de la Viena în noiembrie 1938. 

### Al Doilea Război Mondial (1939–1945)

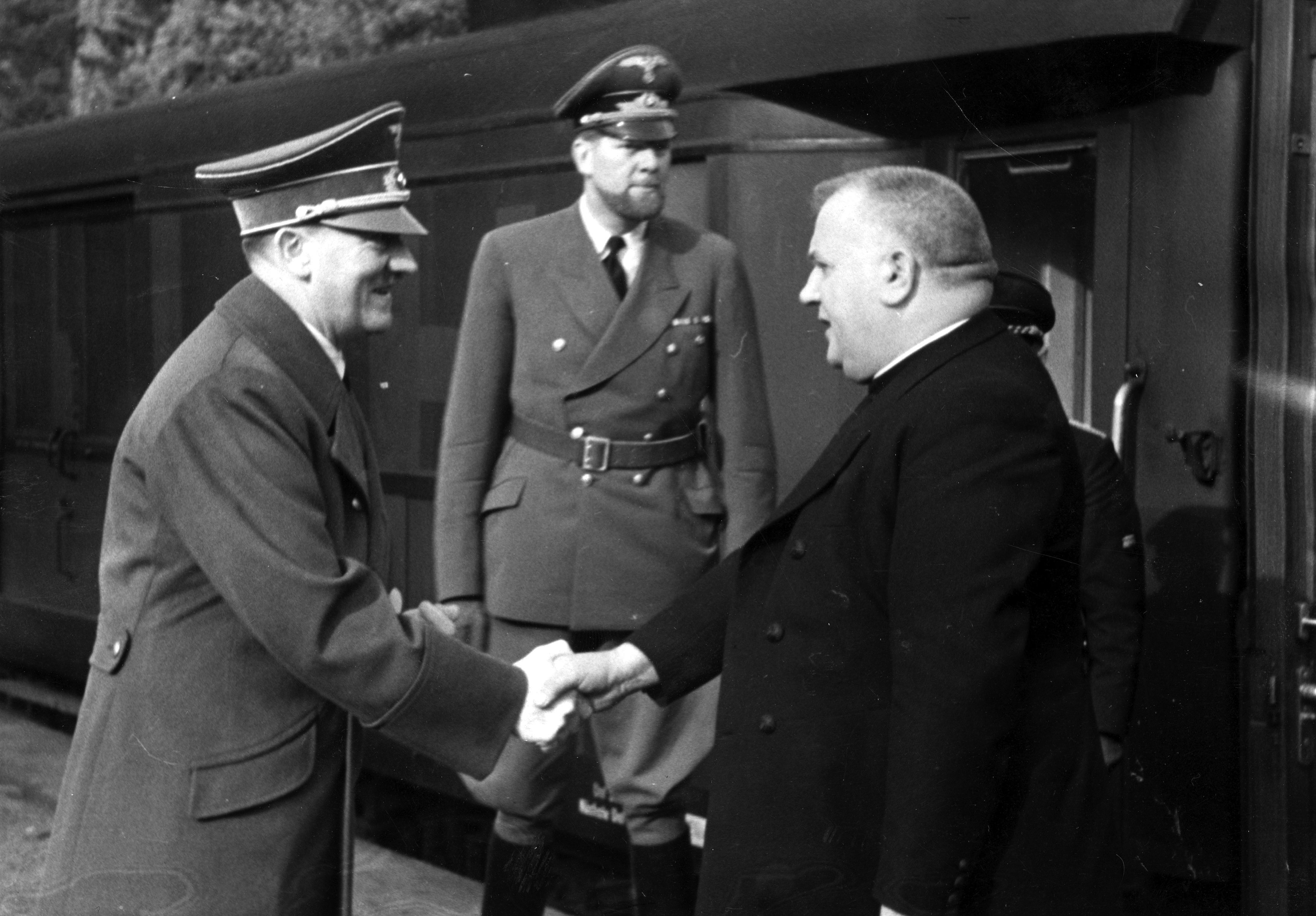
Adolf Hitler îl primește pe Jozef Tiso, 1941

După acordul de la München și dictatul de la Viena, Germania Nazistă a amenințat că va anexa o parte a Slovaciei și va permite ca regiunile rămase să fie împărțite de Ungaria sau Polonia, dacă nu va fi declarată independența. Astfel, Slovacia s-a detașat din Cehoslovacia în martie 1939 și s-a aliat, așa cum a cerut Germania, cu coaliția lui Hitler. Secesiunea a creat primul stat slovac din istorie. Guvernul Primei Republici Slovace, condus de Jozef Tiso și Vojtech Tuka⁠(d), a fost puternic influențat de Germania și a devenit treptat un regim-marionetă în multe privințe. 
Între timp, guvernul cehoslovac în exil a încercat să anuleze Acordul de la München și ocupația ulterioară a Cehoslovaciei de către Germania și să readucă republica la granițele sale din 1937. Guvernul a funcționat la Londra și, în ultimă instanță, a fost considerat de către acele țări care l-au recunoscut, guvernul legitim al Cehoslovaciei în timpul celui de al Doilea Război Mondial. 

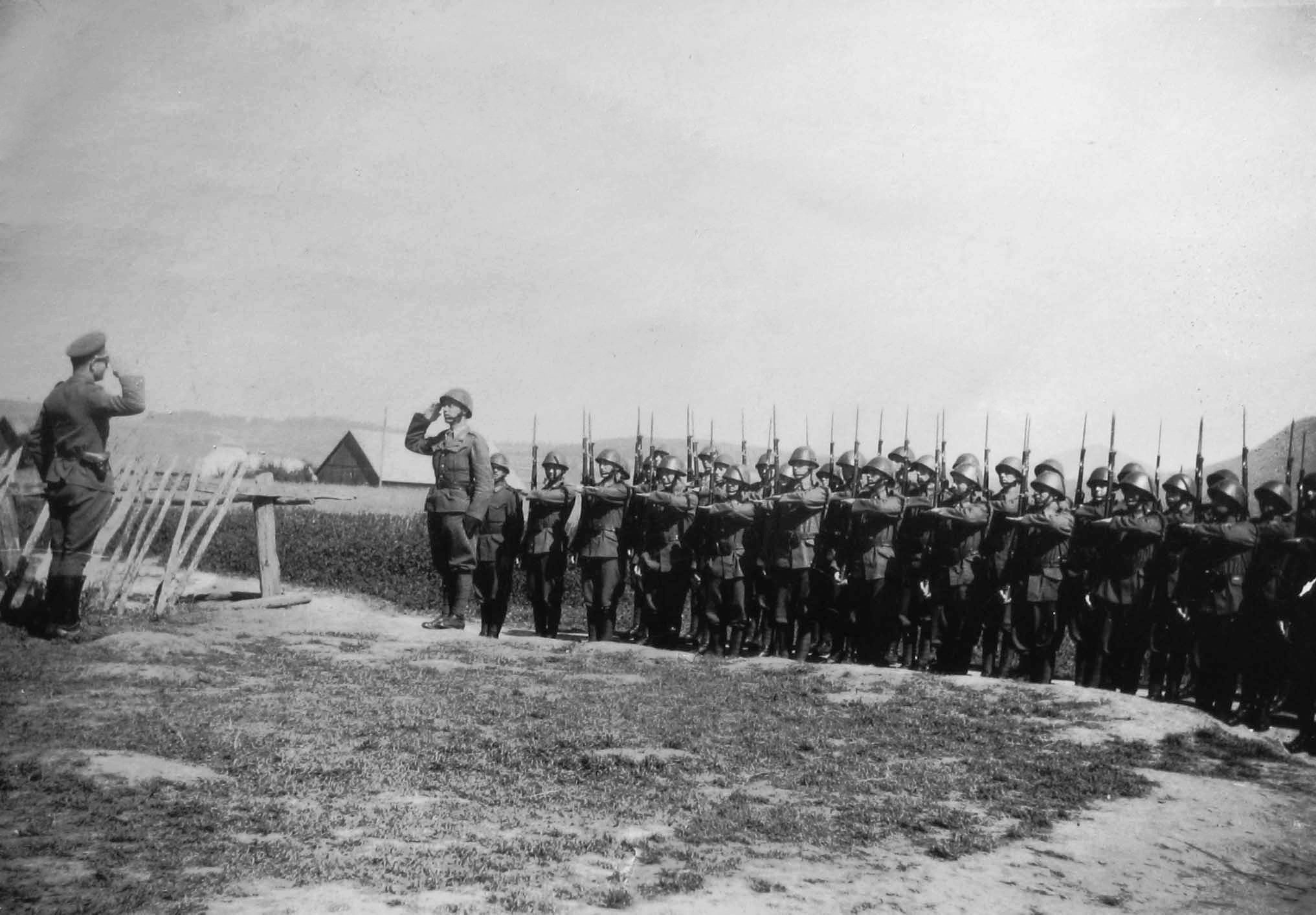
Trupele slovace din antinazistă în 1944

Ca parte a Holocaustului din Slovacia⁠(d), 75.000 de evrei din cei 80.000 rămași pe teritoriul Slovaciei după ce Ungaria a capturat regiunile sudice au fost deportați și duși în lagărele de exterminare germane. Mii de evrei, romi și alți indezirabili din punct de vedere politic au rămas în lagărele de muncă forțată slovace din Sereď⁠(d), Vyhne și Nováky. Prin acordarea unor excepții prezidențiale, Tiso a permis ca între 1.000 și 4.000 de persoane să fie declarate importante pentru economia de război și să evite deportarea. Sub conducerea lui Tiso și a ocupației maghiare, marea majoritate a populației evreiești din perioada antebelică a Slovaciei (între 75.000–105.000 persoane, inclusiv cei care au pierit de pe teritoriul ocupat) au fost uciși. Statul slovac a plătit Germaniei 500 de RM pentru fiecare evreu deportat pentru „recalificare și cazare” (o plată similară, dar doar 30 de RM a fost efectuată și de Croația). Slovacia în timpul celui de-al Doilea Război Mondial a trimis câteva unități militare în campania antisovietică, participând la acțiuni militare aproape de Stalingrad.
După ce a devenit clar că Armata Roșie sovietică urma să împingă naziștii din Europa de Est și Centrală, o mișcare de rezistență anti-nazistă a lansat o aprigă insurecție armată, cunoscută sub numele de Insurecția Națională Slovacă, aproape de sfârșitul verii lui 1944. Au urmat o ocupație germană sângeroasă și un război de gherilă. Germanii și colaboratorii lor locali⁠(d) au distrus complet 93 de sate și au masacrat mii de civili, adesea cu sutele dintr-o dată. Teritoriul Slovaciei a fost eliberat de forțele sovietice și românești până la sfârșitul lunii aprilie 1945.

### Influența sovietică și regimul comunist (1948–1989)

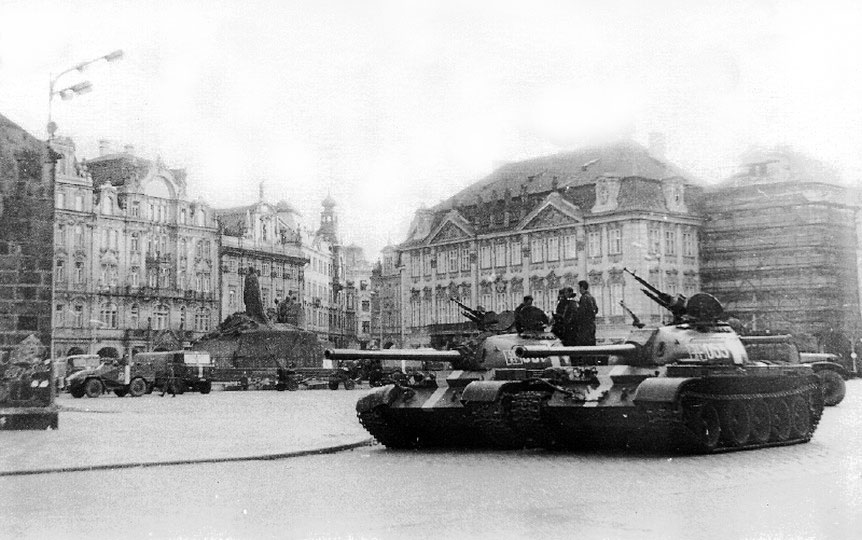
Invazia Pactului de la Varșovia din Cehoslovacia în 1968.
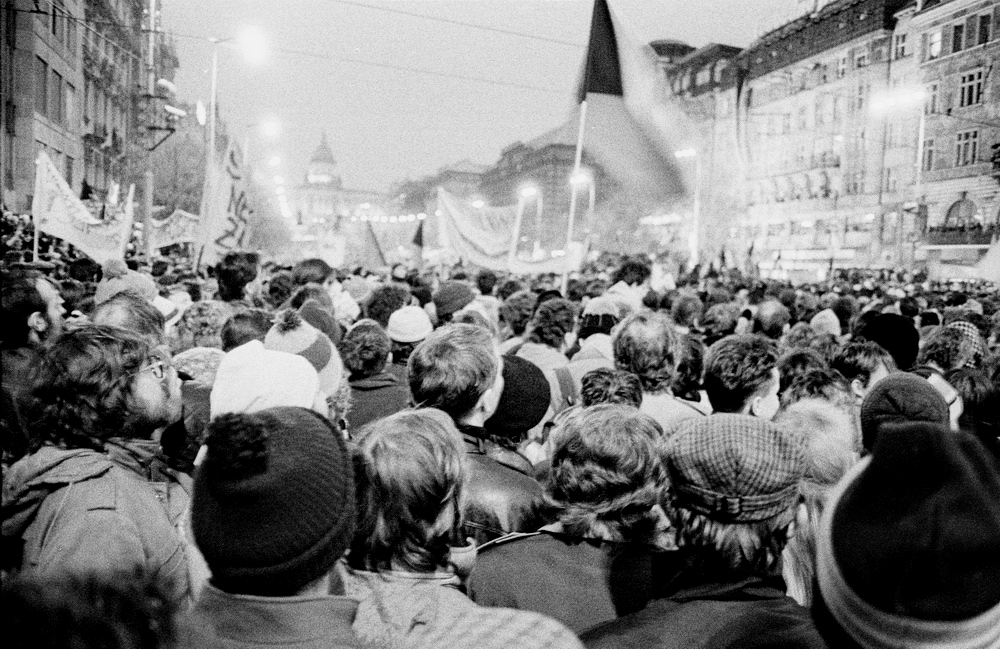
Revoluția de catifea a încheiat 41 de ani de guvernare comunistă autoritară în Cehoslovacia în 1989.

 După al Doilea Război Mondial, Cehoslovacia a fost reconstituită, iar Jozef Tiso a fost executat în 1947 pentru colaborarea cu naziștii. Peste 80 000 de maghiari și 32.000 de germani au fost obligați să părăsească Slovacia, într-o serie de transferuri de populație inițiate de Aliați la Conferința de la Potsdam. Din aproximativ 130.000 de germani carpatici prezenți în Slovacia în 1938, până în 1947 mai rămăseseră doar aproximativ 20.000.
Ca urmare a Conferinței de la Ialta, Cehoslovacia a intrat sub influența și mai târziu sub ocupația directă a Uniunii Sovietice și a Pactului de la Varșovia, după o lovitură de stat în 1948. Țara a fost invadată de forțele Pactului de la Varșovia (cu excepția României și Albaniei) în 1968, încheind o perioadă de liberalizare sub conducerea lui Alexander Dubček. În 1969, Cehoslovacia a devenit o federație formată din Republica Socialistă Cehă și Republica Socialistă Slovacă. Cehoslovacia nu a făcut niciodată parte din Uniunea Sovietică și a rămas până la un punct independentă.

### Înființarea Republicii Slovace (după 1993)

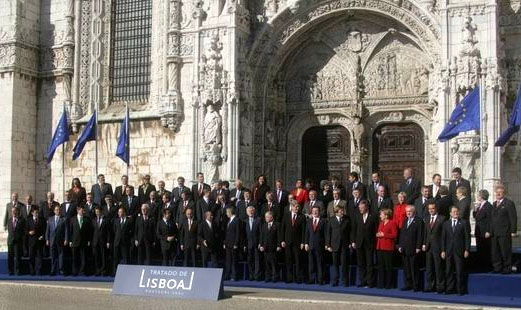
Slovacia a devenit membră a Uniunii Europene în 2004 și a semnat Tratatul de la Lisabona în 2007.

Sfârșitul guvernării comuniste în Cehoslovacia în 1989, în timpul pașnicei Revoluții de Catifea, a fost urmat din nou de dizolvarea țării, de data aceasta în două state succesoare. Cuvântul „socialist” a fost abandonat din numele celor două republici, adică Republica Socialistă Slovacă a fost redenumită Republica Slovacă. În 17 iulie 1992, Slovacia, condusă de premierul Vladimir Meciar⁠(d), s-a declarat stat suveran, ceea ce înseamnă că legile sale au căpătat prioritate față de cele ale guvernului federal. De-a lungul toamnei lui 1992, Mečiar și premierul ceh Václav Klaus au negociat detaliile pentru desființarea federației. În noiembrie, parlamentul federal a votat pentru dizolvarea oficială a Cehoslovaciei la 31 decembrie 1992. 
Republica Slovacă și Republica Cehă a mers pe drumuri separate după 1 ianuarie 1993, un eveniment numit uneori divorțul de catifea. Ele au rămas însă partenere apropiate. Ambele țări cooperează cu Ungaria și Polonia în Grupul de la Visegrád. Slovacia a devenit membră a NATO la 29 martie 2004 și a Uniunii Europene la 1 mai 2004. La 1 ianuarie 2009, Slovacia a adoptat euro ca monedă națională.

## Geografie
Slovacia se situează între latitudinile de 47 °⁠(d) și 50 ° N⁠(d) și longitudinile 16 °⁠(d) și 23 ° E.⁠(d) Peisajul slovac se remarcă în primul rând datorită naturii sale montane, Munții Carpați se întind pe toată jumătatea nordică a țării. Printre aceste lanțuri muntoase sunt vârfurile înalte ale masivului Fatra-Tatra (inclusiv Munții Tatra, Fatra Mare⁠(d) și Fatra Mică⁠(d) ), Munții Metaliferi Slovaci⁠(d), Munții Centrali Slovaci⁠(d) și Beskizii. Cel mai mare șes este Câmpia Dunăreană din sud-vest, urmată de Câmpia Slovacă de Est⁠(d) (colțul nord-estic al Câmpiei Panonice) în sud-est. Pădurile acoperă 41% din suprafața teritoriului slovac.

### Munții Tatra

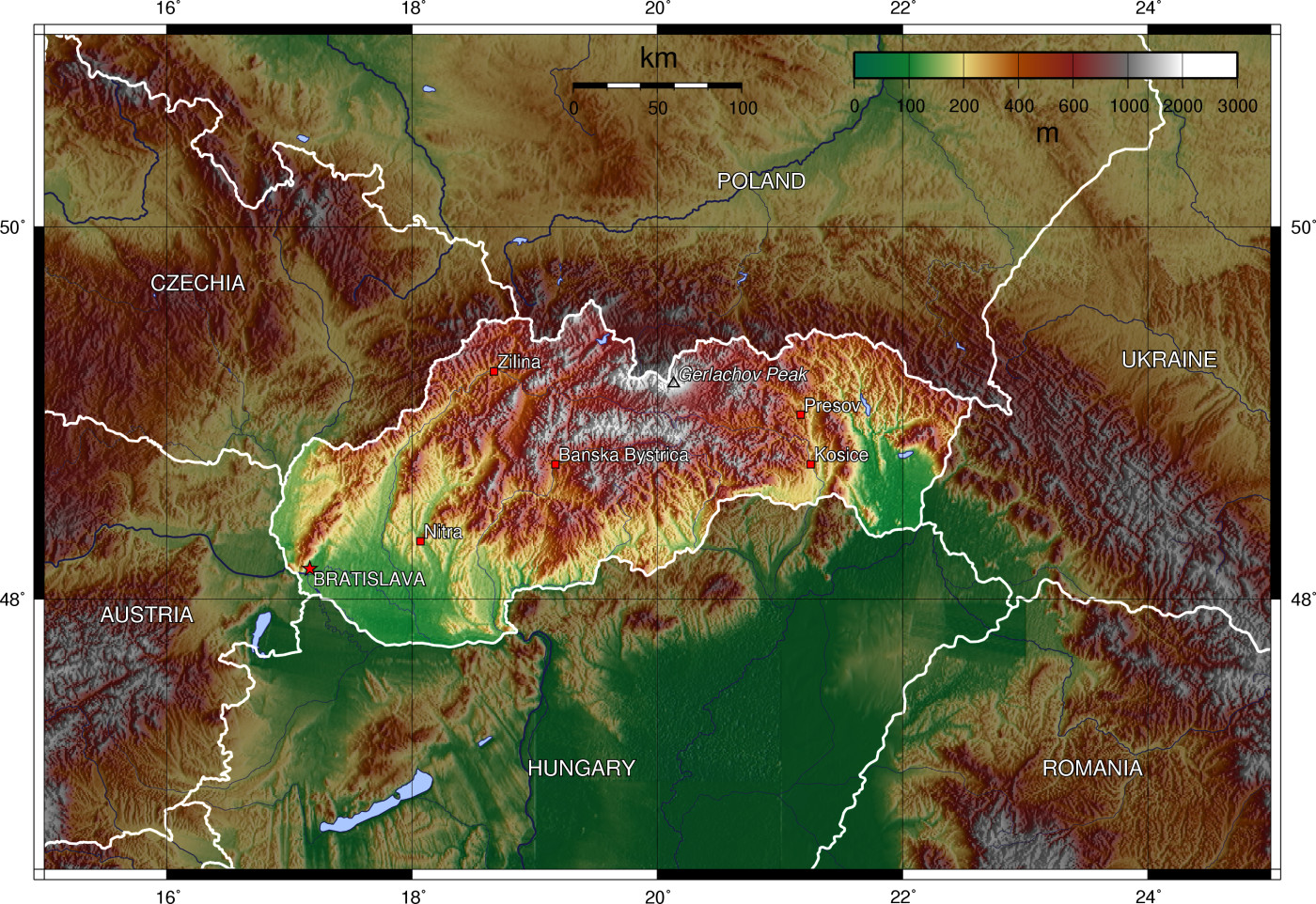
O hartă topografică a Slovaciei

Munții Tatra, cu 29 de vârfuri de peste 2.500 m, sunt cea mai înaltă zonă montană din Munții Carpați. Tatra ocupă o suprafață de 750 kilometri pătrați, din care cea mai mare parte, de 600 kilometri pătrați se află în Slovacia. Ei sunt împărțiți în mai multe părți. 
La nord, aproape de granița cu Polonia, se află Tatra Superioară, o destinație populară pentru drumeții și schi și adăpostește multe lacuri și văi pitorești, precum și cel mai înalt punct din Slovacia, Gerlachovský štít la 2.655 m, și Kriváň⁠(d), un munte extrem de simbolic al țării. La vest se află Tatra de Vest⁠(d) cu cel mai înalt vârf Bystrá⁠(d) la 2.248 m, iar la est sunt Tatra Belianske⁠(d), cu aria cea mai mică. 
Separat de Tatra propriu-zisă prin valea râului Váh se află Tatra Inferioară, cu cel mai înalt vârf Dumbier⁠(d) la 2.043 m. 
Munții Tatra sunt reprezentați ca unul dintre cei trei munți de pe stema Slovaciei⁠(d). 

### Parcuri naționale

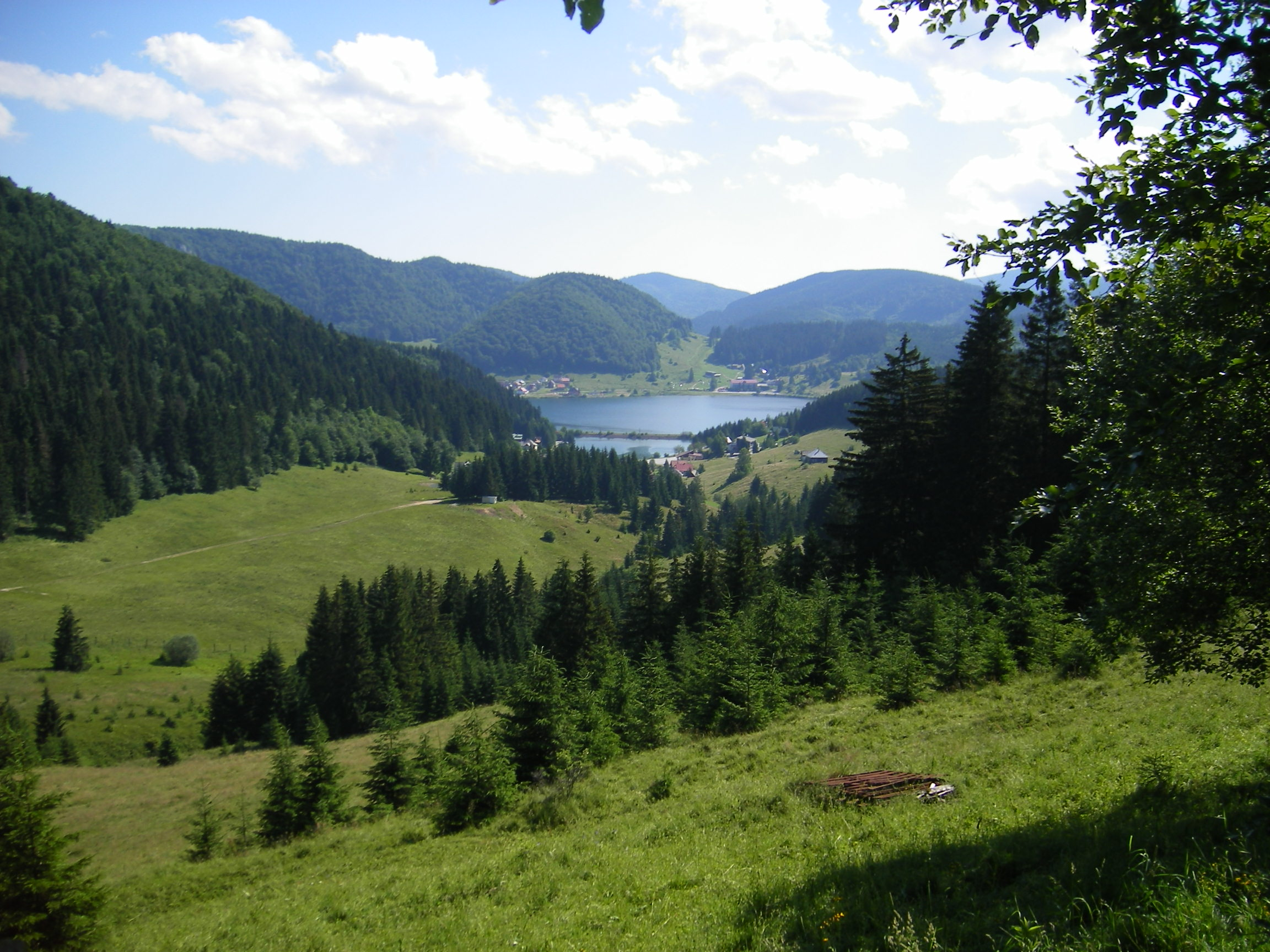
Parcul Paradisul Slovac

În Slovacia există 9 parcuri naționale, care acoperă 6,5% din suprafata teritoriului țării.
| Nume                                | Înființat | Suprafață |
| ----------------------------------- | --------- | --------- |
| Parcul Național Tatra               | 1949      | 738 km²   |
| Parcul Național Tatra Inferioară⁠(d) | 1978      | 728 km²   |
| Parcul Național Veľká Fatra⁠(d)      | 2002      | 404 km²   |
| Parcul Național Karstul slovac⁠(d)   | 2002      | 346 km²   |
| Parcul Național Poloniny⁠(d)         | 1997      | 298 km²   |
| Parcul Național Malá Fatra⁠(d)       | 1988      | 226 km²   |
| Parcul Național Muránska Planina⁠(d) | 1998      | 203 km²   |
| Parcul Național Paradisul Slovac    | 1988      | 197 km²   |
| Parcul Național Pieniny⁠(d)          | 1967      | 38 km²    |

### Peșteri

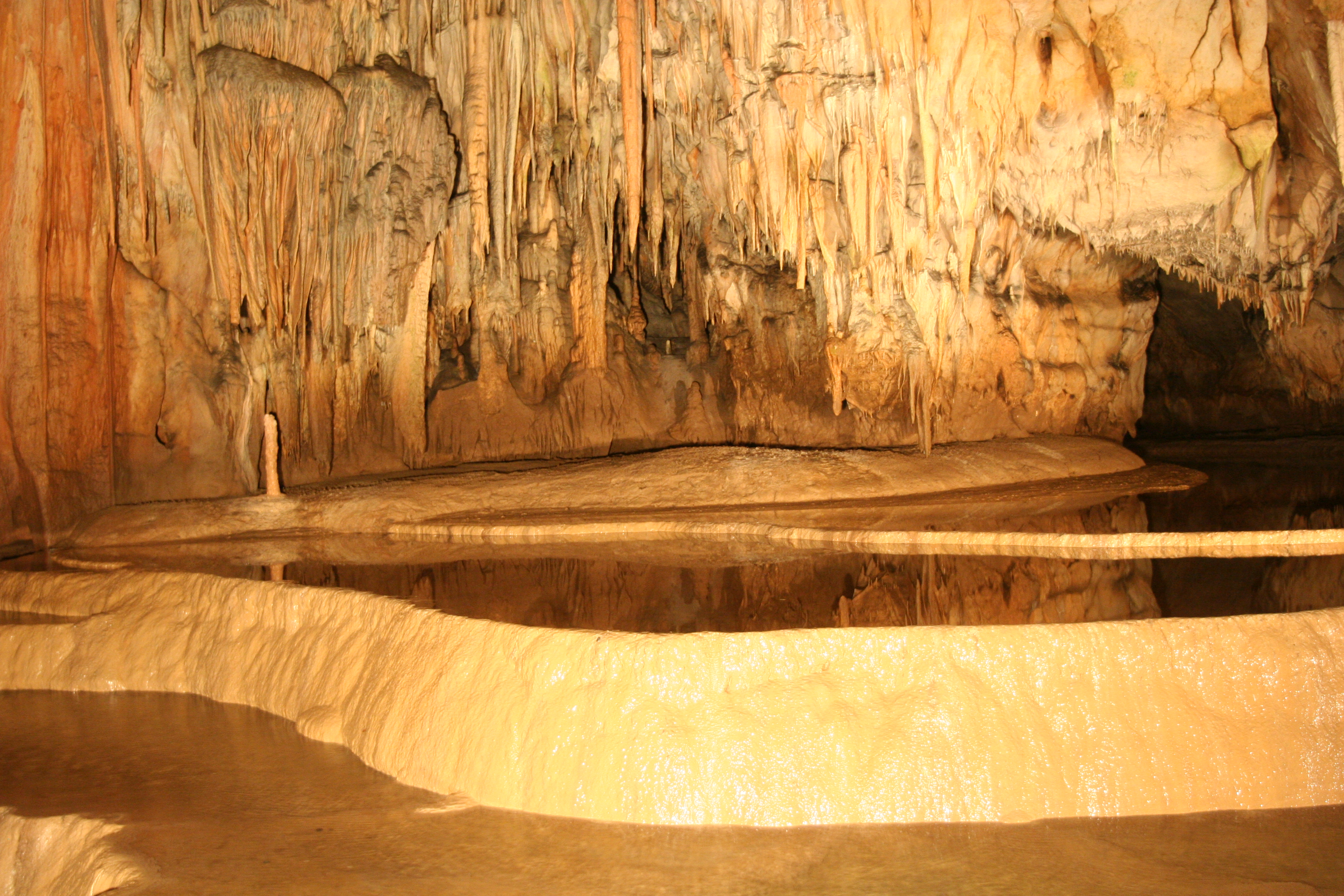
Peștera

Slovacia are sute de peșteri și caverne sub munții săi, dintre care 30 sunt deschise publicului. Majoritatea pesterilor au stalagmite care se ridică de la sol și stalactite atârnate de sus. În prezent, există cinci peșteri slovace cu statut de protecție din partea UNESCO. Acestea sunt peștera de gheață Dobšinská⁠(d), Domica⁠(d), peștera Gombasek⁠(d), peștera Jasovská⁠(d) și peștera de Aragonit Ochtinská⁠(d). Alte peșteri deschise publicului sunt peștera Belianska⁠(d), pestera Libertății Demänovská⁠(d), peștera de gheață Demänovská⁠(d) sau peștera Bystrianska⁠(d) . 

### Râuri

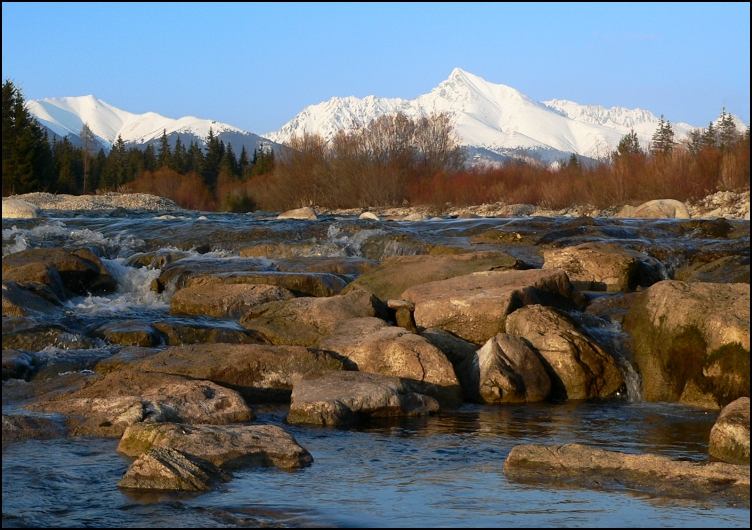

Majoritatea râurilor izvorăsc din munții slovaci. Unele traversează teritoriul țării, iar altele formează graniță naturală cu țările învecinate (peste 620 km). De exemplu, Dunajec (17 km) în nord, Dunărea (172 km) în sud sau Morava (119 km) spre vest. Lungimea totală a râurilor pe teritoriul slovac este de 49.774 km. 
Cel mai lung râu din Slovacia este Váh (403 km), cel mai scurt este Čierna voda. Alte râuri importante și mari sunt Myjava⁠(d), Nitra (197 km), Orava⁠(d), Hron (298 km), Hornád (193 km), Slaná (110 km), Ipeľul⁠(d) (232 km, formând granița cu Ungaria), Bodrog, Laborec⁠(d), Latorica și Ondava⁠(d). 
Râurile slovace au debitul maxim primăvara, când zăpada se topește din munți. Singura excepție este Dunărea, care are cel mai mare debit în timpul verii, când se topește zăpada din Alpi. Dunărea este cel mai mare curs de apă care trece prin Slovacia.

### Clima

Tipurile de clasificare climatică Köppen în Slovacia

Clima Slovaciei se înscrie între climatele temperat și continental cu veri relativ calde și ierni reci, înnorate și umede. Temperaturile extreme sunt între -41 și 40,3 °C, deși temperaturile sub -30 °C sunt rare. Vremea diferă de la nordul montan la câmpiile din sud. 
Cea mai caldă regiune este Bratislava și sudul Slovaciei, unde temperaturile pot atinge 30 °C vara, ocazional la 39 °C la Hurbanovo. În timpul nopții, temperaturile scad la 20 °C. Temperaturile zilnice iarna se înscriu în medie în intervalul −5–10 °C. În timpul nopții poate fi temperatură de îngheț, dar de regulă nu scade sub −10 °C. 

În Slovacia, există patru anotimpuri, fiecare (primăvara, vara, toamna și iarna) durează trei luni. Aerul continental uscat aduce aer cald vara și înghețul iarna. În schimb, aerul oceanic aduce ploi și reduce temperaturile de vară. În zonele joase și în văi există adesea ceață, în special în timpul iernii. 
Primăvara începe la 21 martie și se caracterizează prin vreme rece cu o temperatură medie zilnică de 9 °C în primele săptămâni și aproximativ 14 °C în mai și 17 °C în luna iunie. În Slovacia, vremea și clima de primăvară sunt foarte instabile. 
Vara începe pe 22 iunie și este, de obicei, caracterizată de o vreme călduroasă, cu temperaturi zilnice mai mari de 30 °C. Iulie este luna cea mai caldă, cu temperaturi de pana la 37–40 °C, în special în regiunile din sudul Slovaciei — în zona urbană Komárno, Hurbanovo sau Štúrovo. Aversele sau furtunile pot apărea din cauza vântului sezonier de vară numit Medardova kvapka (picurătorul Medard - 40 de zile de ploaie). Vara în nordul Slovaciei este, de obicei, blândă, cu temperaturi de aproximativ 25 °C (mai puțin în munți). 
Toamna în Slovacia începe pe 23 septembrie și este caracterizată în cea mai mare parte de vreme umedă și vânt, deși primele săptămâni pot fi foarte calde și însorite. Temperatura medie în septembrie este de aproximativ 14 °C, în noiembrie până la 3 °C. Începutul lunii septembrie și începutul lunii octombrie reprezintă o perioadă uscată și însorită a anului (așa-numita vară indiană). 
Iarna începe pe 21 decembrie cu temperaturi cuprinse între −5–−10 °C. În decembrie și ianuarie este de obicei ninsoare, acestea sunt cele mai reci luni ale anului. La altitudini mai mici, zăpada nu rămâne pe tot parcursul iernii, și se transformă prin cicluri îngheț-dezgheț. Iernile sunt mai calde în munți, unde zăpada ține de obicei până în martie sau aprilie, iar temperaturile de noapte scad până la −20 °C și mai jos.

## Biodiversitatea

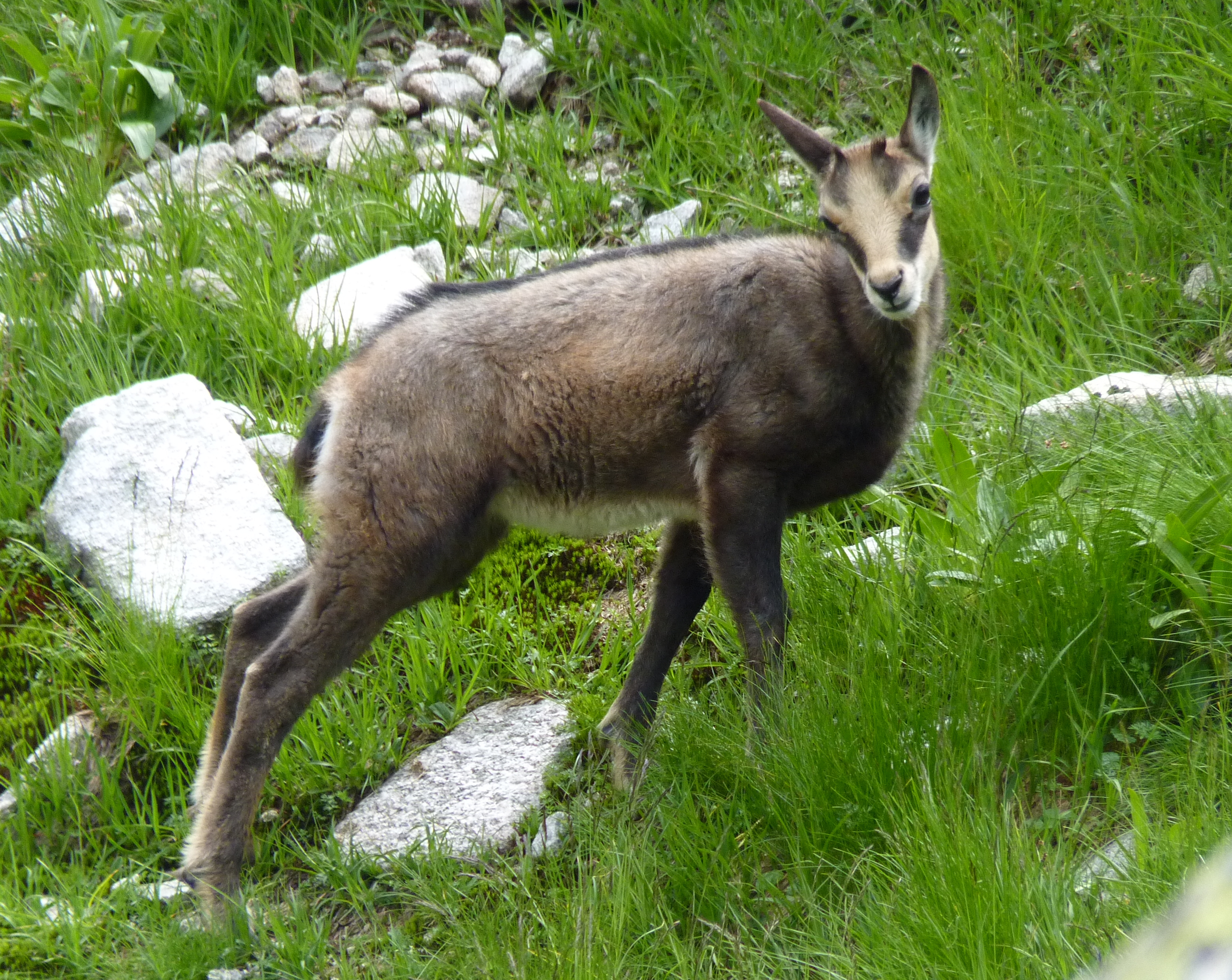
Rupicapra rupicapra tatrica în Munții Tatra

Slovacia a semnat la 19 mai 1993 Convenția de la Rio privind diversitatea biologică și a devenit parte a convenției la 25 august 1994. Acesta a elaborat ulterior o strategie națională și un plan de acțiune privind biodiversitatea⁠(d), care a fost primit de convenție la 2 noiembrie 1998. 
Biodiversitatea Slovaciei cuprinde animale (cum ar fi anelide, artropode, moluște, nematode și vertebrate), ciuperci (Ascomycota, Basidiomycota, Chytridiomycota, Glomeromycota și Zygomycota), microorganisme (inclusiv Mycetozoa⁠(d) ) și plante. 

### Fungi
Peste 4000 de specii de fungi au fost înregistrate din Slovacia. Dintre acestea, aproape 1500 sunt specii care formează licheni. Unii dintre acești fungi sunt, fără îndoială, endemici, dar nu se știe exact câte. Dintre speciile care formează licheni, aproximativ 40% au fost clasificate ca amenințate în câte un fel. Aproximativ 7% se pare că au dispărut, 9% pe cale de dispariție, 17% sunt vulnerabile și 7% rare. Starea de conservare a ciupercilor care nu formează licheni în Slovacia nu este bine documentată, însă există o listă roșie pentru ciupercile mai mari. 

## Politică și guvernare

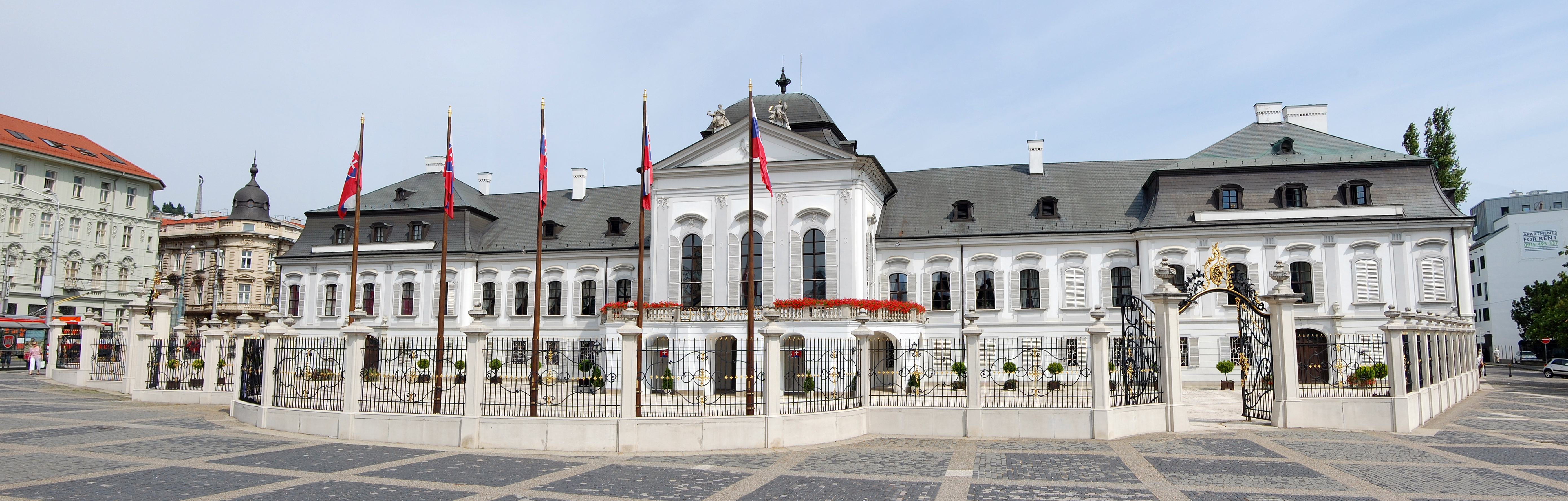
Palatul Grassalkovich din Bratislava este reședința președintelui Slovaciei

Slovacia este o republică parlamentară democratică cu un sistem multipartit. Ultimele alegeri parlamentare⁠(d) au avut loc la 29 februarie 2020, iar două tururi de alegeri prezidențiale⁠(d) au avut loc la 16 și 30 martie 2019. 
Șeful statului slovac și șeful oficial al executivului este președintele (actualmente Peter Pellegrini), deși are puteri foarte limitate. Președintele este ales prin vot direct și popular în cadrul sistemului cu două tururi de scrutin pentru un mandat de cinci ani. Majoritatea puterilor executive îi revin șefului guvernului, prim-ministrul (în prezent, Robert Fico), care este, de obicei, liderul partidului câștigător, dar are nevoie de formarea unei coaliții majoritare în parlament. Prim-ministrul este numit de președinte. Restul cabinetului este numit de președinte la recomandarea premierului. 
Cel mai înalt organism legislativ al Slovaciei este Consiliul Național al Republicii⁠(d), unicameral, cu 150 de membri (Národná rada Slovenskej republiky). Delegații sunt aleși pentru un mandat de patru ani pe baza reprezentării proporționale.
Cel mai înalt organism judiciar din Slovacia este Curtea Constituțională a Slovaciei⁠(d) (Ústavný súd), care se pronunță asupra problemelor constituționale. Cei 13 membri ai acestei instanțe sunt numiți de către președinte dintr-o listă de candidați desemnați de parlament. 
Constituția Republicii Slovace a fost ratificată la 1 septembrie 1992 și a intrat în vigoare la 1 ianuarie 1993. A fost modificată în septembrie 1998 pentru a permite alegerea directă a președintelui și, din nou, în februarie 2001, din cauza cerințelor de admitere ale UE. Sistemul de drept civil se bazează pe codurile austro-ungare. Codul juridic⁠(d) a fost modificat pentru a respecta obligațiile Organizației pentru Securitate și Cooperare în Europa (OSCE) și pentru a elimina teoria legală marxist-leninistă. Slovacia acceptă competența Curții Internaționale de Justiție cu rezerve. 

### Relațiile externe
Slovacia s-a alăturat Uniunii Europene și NATO în 2004 și zonei euro în 2009. 
Slovacia este membră a Organizației Națiunilor Unite (din 1993) și participă la agențiile sale specializate. Pe 10 octombrie 2005, țara a fost aleasă pentru un mandat de doi ani în cadrul Consiliului de Securitate al ONU din 2006 până în 2007. De asemenea, este membră a Spațiului Schengen, a Consiliului Europei (CoE), a Organizației pentru Securitate și Cooperare în Europa (OSCE), a Organizației Mondiale a Comerțului (OMC), a Organizației pentru Cooperare și Dezvoltare Economică (OECD), a Organizației Europene pentru Cercetare Nucleară (CERN) și o parte din Grupul de la Visegrád (V4, Slovacia, Ungaria , Republica Cehă și Polonia). 
În 2018, cetățenii slovaci au avut acces fără viză sau cu viză la sosire în 179 de țări și teritorii, pașaportul slovac clasându-se din acest punct de vedere pe locul 10 în lume. 
Slovacia întrenține relații diplomatice cu 134 de țări, în special prin intermediul Ministerului Afacerilor Externe⁠(d). În decembrie 2013, Slovacia menținea 90 de misiuni în străinătate, inclusiv 64 de ambasade, șapte misiuni în organizații multilaterale, nouă consulate generale, un birou consular, un birou economic și cultural al Slovaciei și opt institute slovace. În Bratislava există 44 de ambasade și 35 de consulate onorifice. 

### Armata

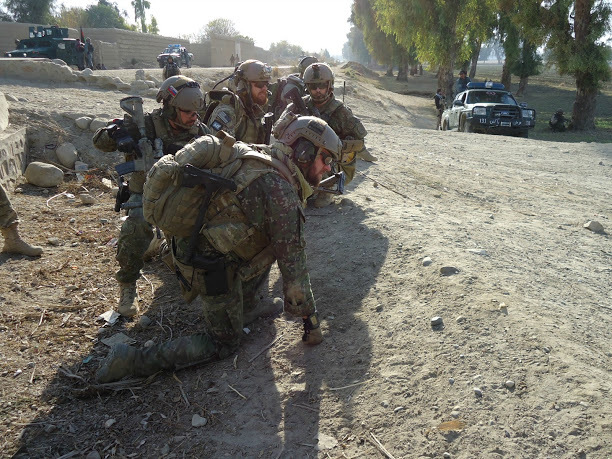
Regimentul Special 5 din Slovacia care operează în estul Afganistanului

Forțele Armate ale Republicii Slovace numără 14.000 de militari. Slovacia s-a alăturat NATO în martie 2004. Țara a participat activ la acțiunile militare conduse de SUA și NATO. Există o forță comună de menținere a păcii ceho-slovacă în Kosovo. Din 2006, armata s-a transformat într-o organizație pe deplin profesională, iar serviciul militar obligatoriu a fost eliminat. 
Forțele Terestre⁠(d) ale Slovaciei sunt alcătuite din două brigăzi de infanterie mecanizată active. Forțele Aeriene și de Apărare Aeriană⁠(d) cuprind o escadrilă⁠(d) de avioane de vânătoare, una de elicoptere utilitare și o brigadă SAM. Forțele de instruire și asistență cuprind un element național de sprijin (Batalionul multifuncțional, Batalionul de transport, Batalionul de reparații), o forță de garnizoană a capitalei Bratislava, precum și un batalion de pregătire și diverse baze logistice și de comunicare și de informare. Forțele diverse sub comanda directă a Statului Major General⁠(d) includ cel de Regimentul 5 al Forțelor Speciale⁠(d) . 

### Drepturile omului
Departamentul de Stat al SUA raporta în 2017: 
 În general, guvernul a respectat drepturile omului cetățenilor săi; totuși, au existat probleme în unele domenii. Printre cele mai importante probleme legate de drepturile omului s-au numărat incidente de ingerință în viața privată; corupție; discriminarea pe scară largă a minorității rome; violența forțelor de securitate împotriva minorităților etnice și rasiale, violențe pe care acțiunile și retorica guvernului nu au făcut prea multe pentru a le descuraja. Guvernul a investigat rapoartele privind abuzurile din partea membrilor forțelor de securitate și a altor instituții guvernamentale, deși unii observatori au pus sub semnul întrebării temeinicia acestor investigații. Unii oficiali s-au angajat cu impunitate în practici corupte. Doi foști miniștri au fost condamnați pentru corupție în cursul anului.
Drepturile omului în Slovacia sunt garantate de Constituția Slovaciei începând cu anul 1992 și de mai multe legi internaționale semnate în Slovacia între anii 1948 și 2006.

### Împărțirea administrativă

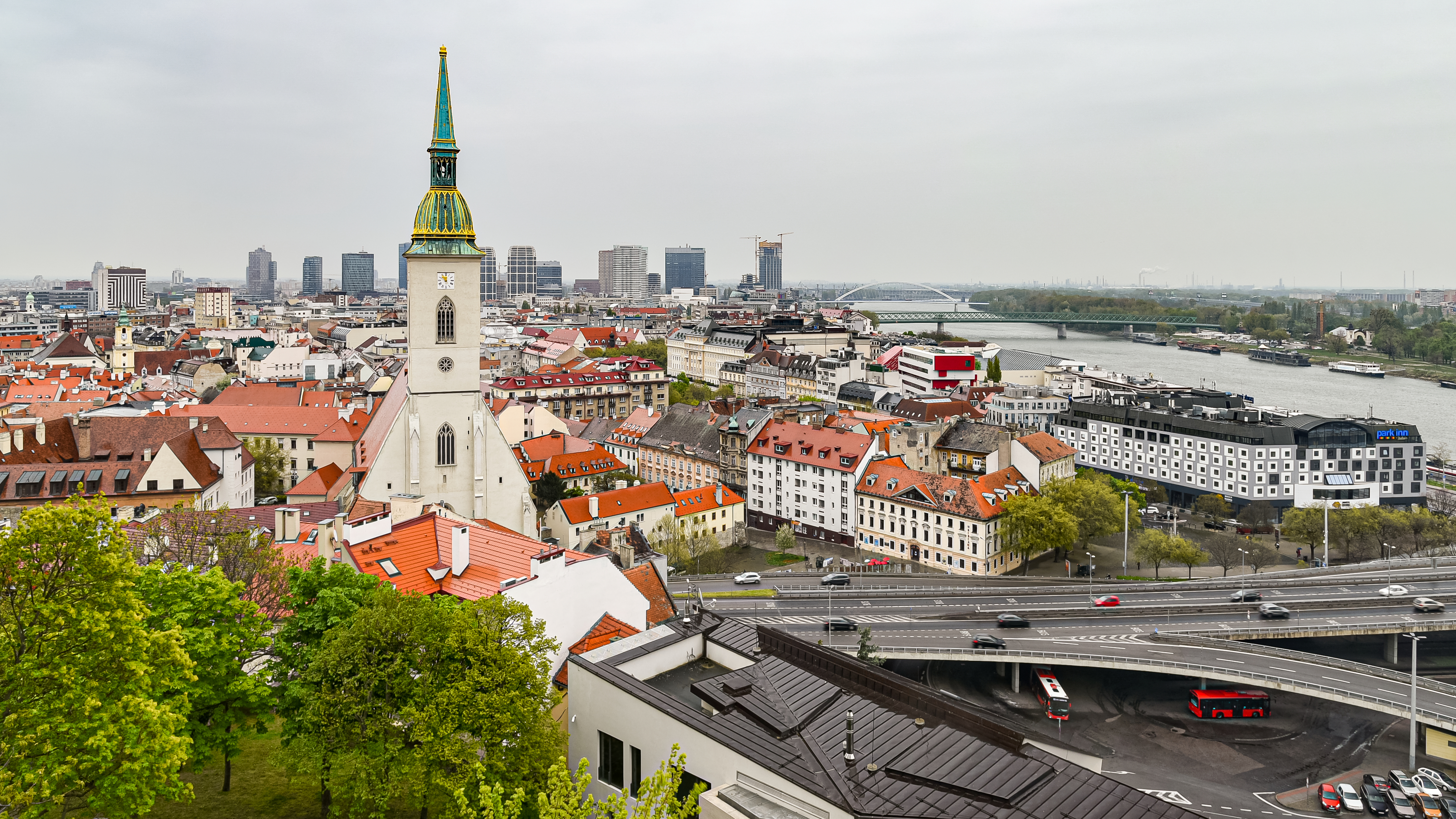
Bratislava, capitala și cel mai mare oraș al Slovaciei

În ceea ce privește diviziunea administrativă, Slovacia este împărțită în 8 krajov (singular — kraj, de obicei tradus ca „regiune”), fiecare dintre ele fiind numită după orașul principal. Regiunile beneficiază de un anumit grad de autonomie începând din 2002.  
Aceste „kraje” sunt subdivizate în mai multe okresy (sg. Okres, de obicei tradus ca „județ” sau „district”). Slovacia are în prezent 79 de astfel de districte. 
Okresy sunt împărțite în obcí (sg. Obec, tradus de obicei în „comună“). În prezent există 2890 de comune. 
În ceea ce privește economia și rata șomajului, regiunile occidentale sunt mai bogate decât cele estice. Bratislava este a treia cea mai bogată regiune din Uniunea Europeană după PIB pe cap de locuitor (după orașele Hamburg și Luxemburg), PIBul la paritatea puterii de cumpărare este de aproximativ trei ori mai mare decât în alte regiuni slovace.
| Prešov Košice Žilina Banská Bystrica Trenčín Nitra Trnava Bratislava |

| Nume în română           | Nume în slovacă      | Reședință       | Populație (2011) |
| ------------------------ | -------------------- | --------------- | ---------------- |
| Regiunea Bratislava      | Bratislavský kraj    | Bratislava      | 602,436          |
| Regiunea Trnava          | Trnavský kraj        | Trnava          | 554,741          |
| Regiunea Nitra           | Nitriansky kraj      | Nitra           | 689,867          |
| Regiunea Trenčín         | Trenčiansky kraj     | Trenčín         | 594,328          |
| Regiunea Žilina          | Žilinský kraj        | Žilina          | 688,851          |
| Regiunea Banská Bystrica | Banskobystrický kraj | Banská Bystrica | 660,563          |
| Regiunea Prešov          | Prešovský kraj       | Prešov          | 814,527          |
| Regiunea Košice          | Košický kraj         | Košice          | 791,723          |

## Economie

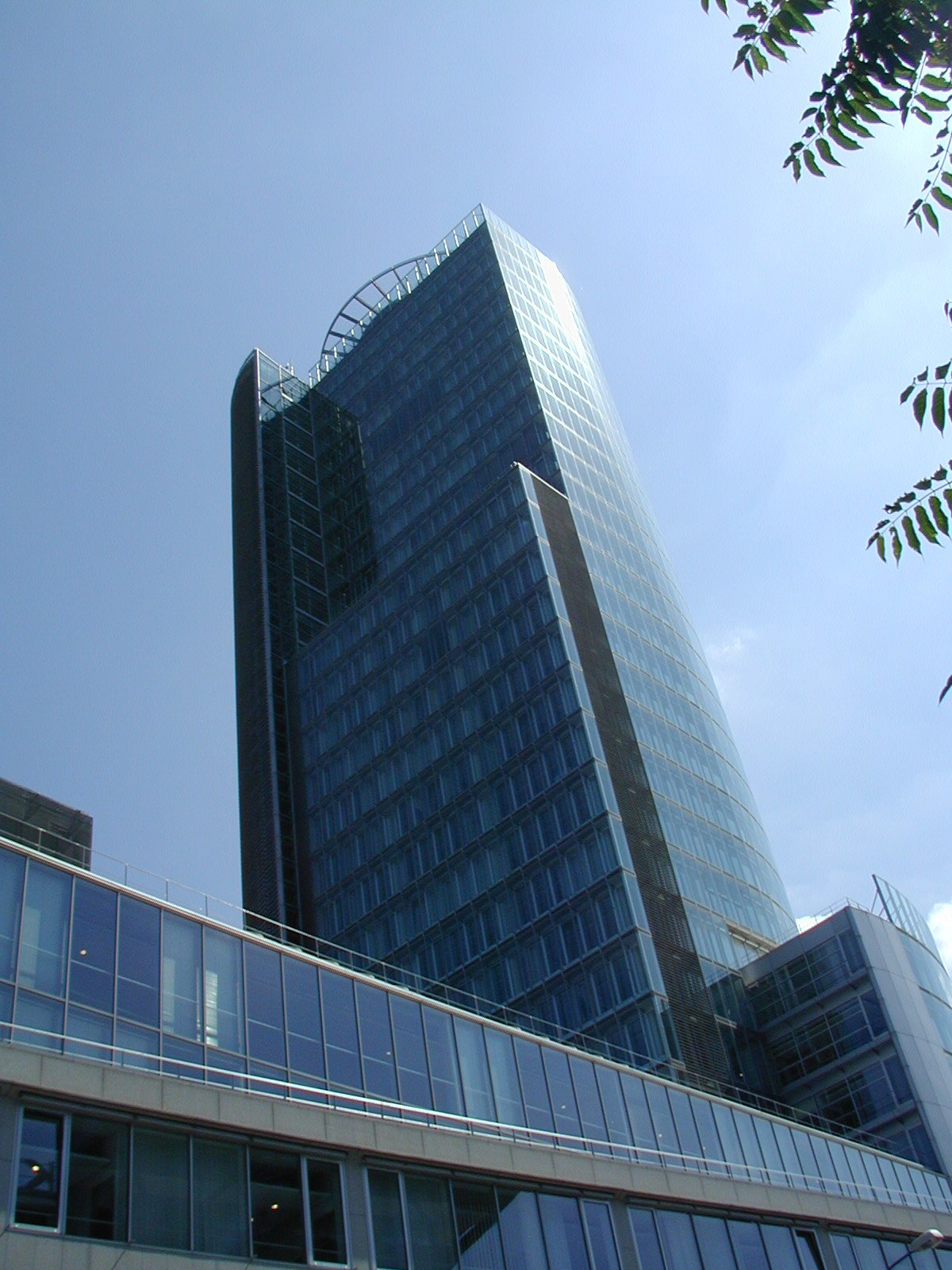
Banca Națională a Slovaciei din Bratislava

Economia Slovaciei este o economie dezvoltată, cu venituri ridicate, cu un PIB pe cap de locuitor egal cu 77% din media Uniunii Europene în 2016. Țara are dificultăți în abordarea dezechilibrelor regionale în ceea ce privește bogăția și ocuparea forței de muncă. PIB pe cap de locuitor variază de la 188% din media UE în Bratislava până la 54% în Slovacia estică. 
În 2017, OCDE a raportat:
 Republica Slovacă continuă să prezinte performanțe economice solide, o creștere puternică fiind susținută de un sector financiar solid, de o datorie publică scăzută și de o competitivitate internațională ridicată bazată pe investiții mari.
În 2017, Slovacia a fost clasată de către Fondul Monetar Internațional ca fiind cea mai bogată țară din lume (din 187 de țări), cu paritatea puterii de cumpărare pe cap de locuitor în valoare de 32.895 dolari SUA. Țara a fost numită „tigrul din Tatra⁠(d)”. Slovacia s-a transformat cu succes dintr-o economie planificată central într-o economie de piață. Privatizările majore sunt finalizate, sectorul bancar este aproape complet în mâini private, iar investițiile străine au crescut. 

Slovacia face parte din Spațiul Schengen, din piața unică a UE, și din 2009, din zona euro (albastru închis)

Economia Slovaciei este una dintre economiile cu cea mai rapidă creștere în Europa și a treia cea mai rapidă din zona euro (2017). În 2016, peste 86% din exporturile slovace au ajuns în Uniunea Europeană, iar peste 50% din importurile slovace provin din alte state membre ale Uniunii Europene.
Raportul dintre datoria publică și PIB în Slovacia a ajuns la 52% până la sfârșitul anului 2016, mult sub media OCDE. 
Rata șomajului, care a atins nivelul de 19% la sfârșitul anului 1999, a scăzut la 5,09% la sfârșitul anului 2018, cea mai mică rată înregistrată în istoria Slovaciei.
Inflația a scăzut de la o rată medie anuală de 12% în 2000 la doar 3,3% în 2002, un an electoral, însă a crescut din nou în 2003-2004 din cauza creșterii costurilor cu forța de muncă și a impozitelor. A atins doar 1% în 2010, care este cea mai scăzută rată înregistrată din 1993. Rata a fost de 4% în 2011. 
Slovacia a adoptat moneda euro la 1 ianuarie 2009 ca al 16-lea membru al zonei euro. Moneda euro în Slovacia a fost aprobată de Comisia Europeană la 7 mai 2008. Coroana slovacă a fost reevaluată la 28 mai 2008 la 30.126 pentru 1 euro, care a reprezentat și cursul de schimb al monedei euro.

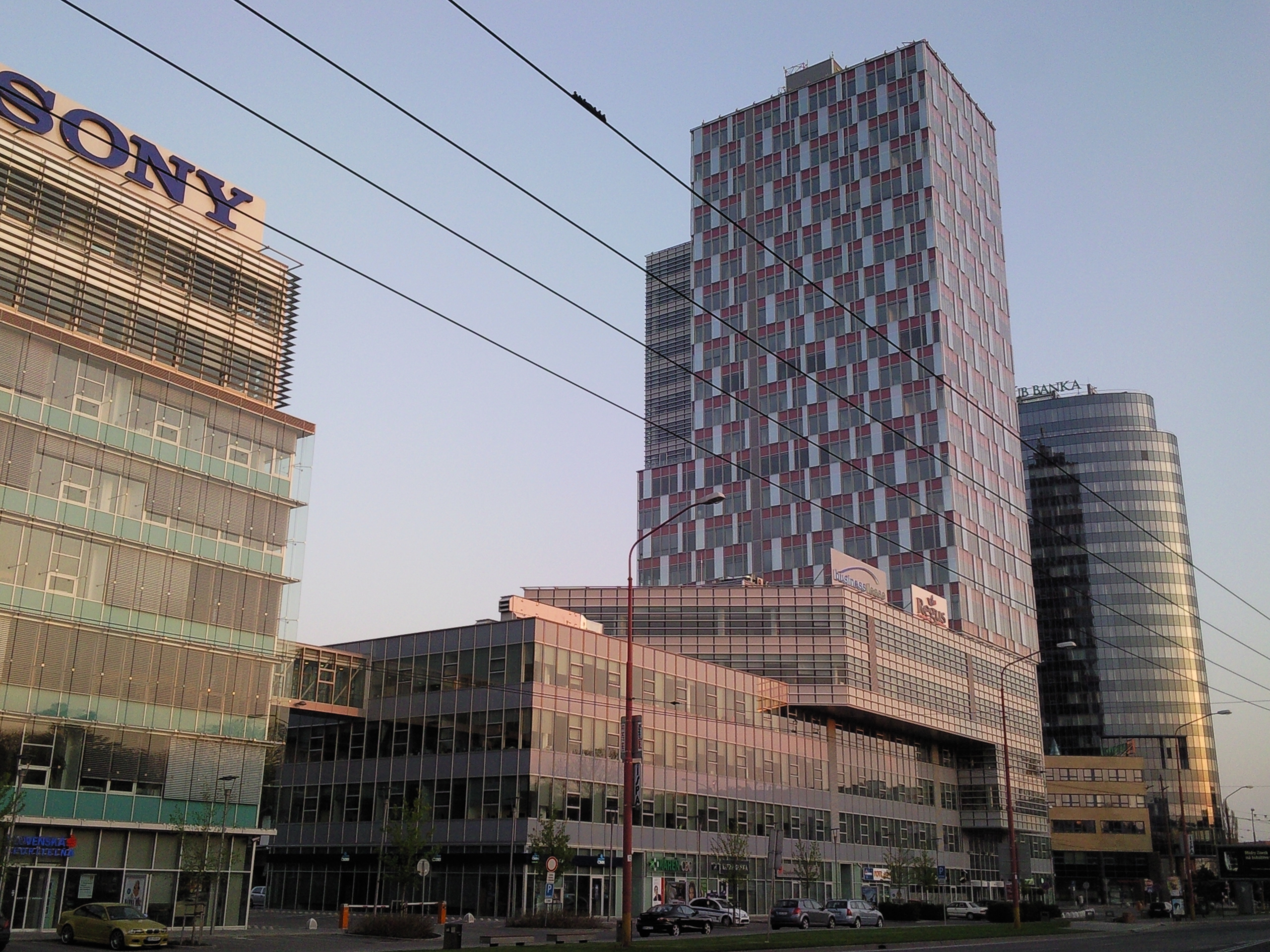
Clădiri înalte în cartierele de afaceri din Bratislava

Slovacia este o țară atractivă pentru investitorii străini, în principal datorită salariilor scăzute, ratelor scăzute ale impozitelor și forței de muncă⁠(d) bine educate. În ultimii ani, Slovacia a continuat o politică de încurajare a investițiilor străine. Investițiile străine directe⁠(d) au crescut cu peste 600% din 2000 și au atins un nivel record de 17.3 miliarde de dolari în 2006, sau aproximativ 22.000 dolari pe cap de locuitor până la sfârșitul anului 2008. 
În martie 2008, Ministerul Finanțelor a anunțat că economia Slovaciei este suficient de dezvoltată pentru a nu mai beneficia de ajutor din partea Băncii Mondiale. Slovacia a devenit un furnizor de ajutor la sfârșitul anului 2008.

### Industria

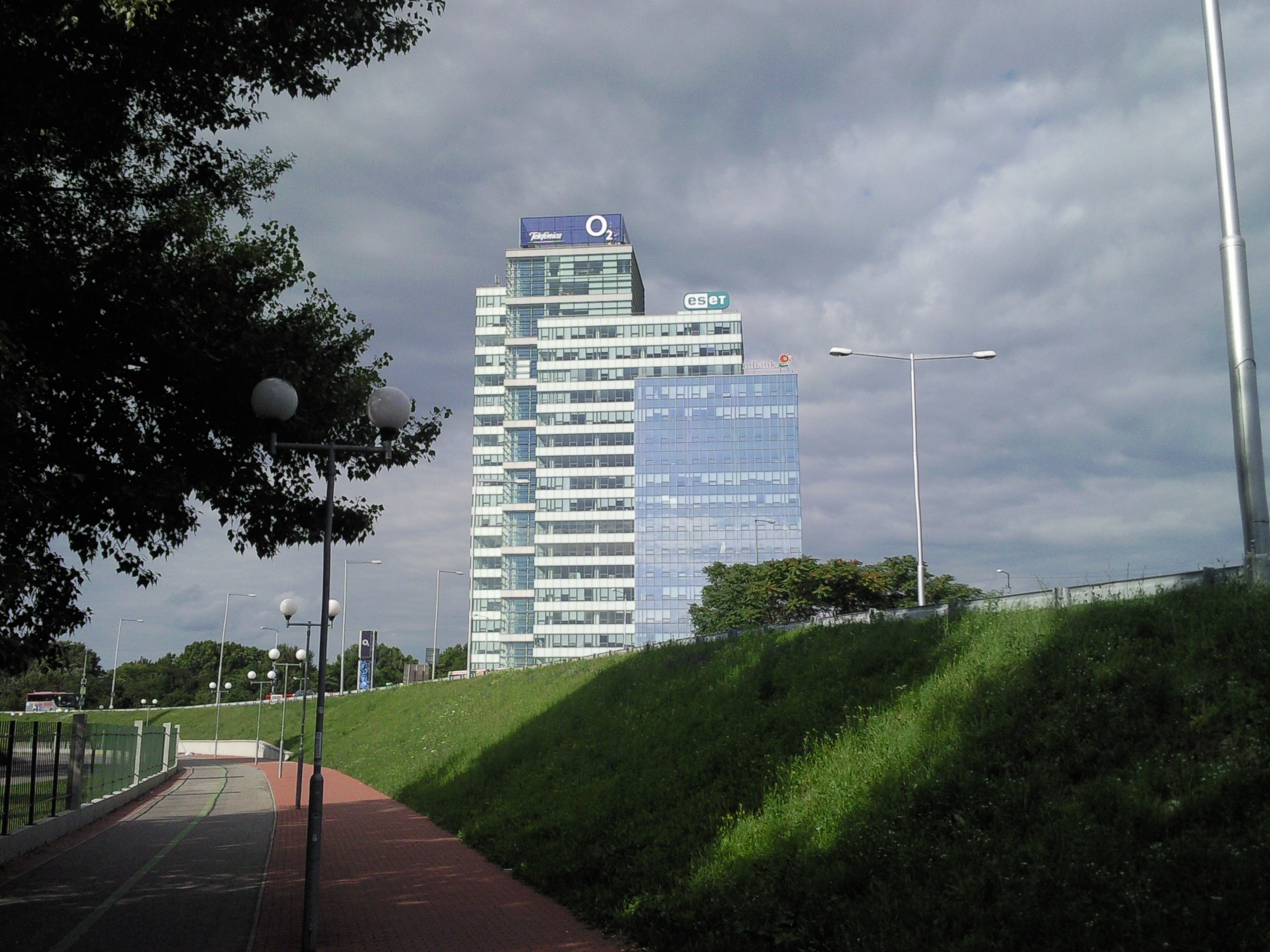
Sediul ESET din Bratislava

Deși PIB-ul Slovaciei provine în principal din sectorul terțiar (servicii), sectorul industrial joacă, de asemenea, un rol important în economia sa. Principalele sectoare industriale sunt producția de automobile⁠(d) și ingineria electrică. Începând cu anul 2007, Slovacia a fost cel mai mare producător mondial de automobile pe cap de locuitor cu un total de 1.040.000 de automobile fabricate în țară doar în 2016. În prezent există patru fabrici de asamblare a automobilelor: Volkswagen din Bratislava (modele: Volkswagen Up, Volkswagen Touareg, Audi Q7, Audi Q8, Porsche Cayenne, Lamborghini Urus), PSA Peugeot Citroen în Trnava (modele: Peugeot 208, Citroën C3 Picasso⁠(d)), uzina Kia Motors din Žilina⁠(d) (modele: Kia Cee'd, Kia Sportage⁠(d), Kia Venga⁠(d)) și Jaguar Land Rover din Nitra (model: Land Rover Discovery series⁠(d)). 
De la companii de electrotehnică, Foxconn are o fabrică la Nitra pentru producția de televizoare LCD⁠(d), Samsung la Galanta pentru monitoare de calculator și televizoare. 
ESET este o companie de securitate IT din Bratislava, cu mai mult de 1.000 de angajați în întreaga lume, în prezent. Sediile filialelor sunt în Statele Unite, Irlanda, Regatul Unit, Argentina, Republica Cehă, Singapore și Polonia.

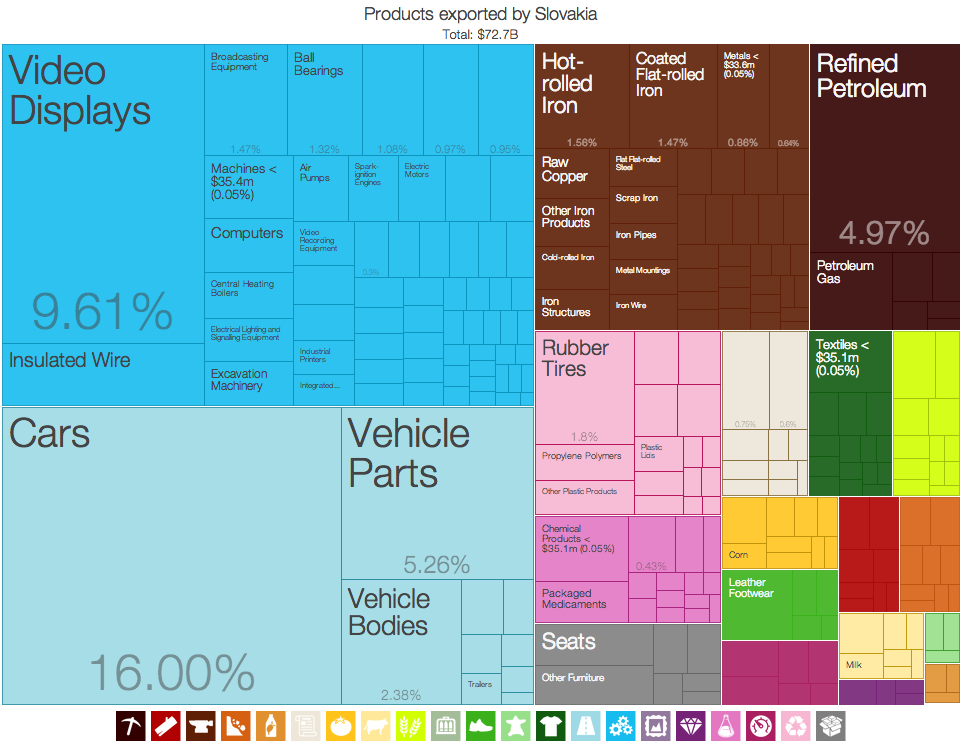
O imagine grafică a produselor de export ale Slovaciei în 28 de categorii colorate

Poziția geografică a Bratislavei în Europa Centrală a făcut de mult timp ca orașul să fie la o răscruce de drumuri pentru traficul comercial internațional. Diverse rute comerciale⁠(d) vechi, cum ar fi Drumul Chihlimbarului⁠(d) și Dunărea, au trecut pe la Bratislava. Astăzi, Bratislava este un centru de transport rutier, feroviar, de căi navigabile și aerian.

### Energie

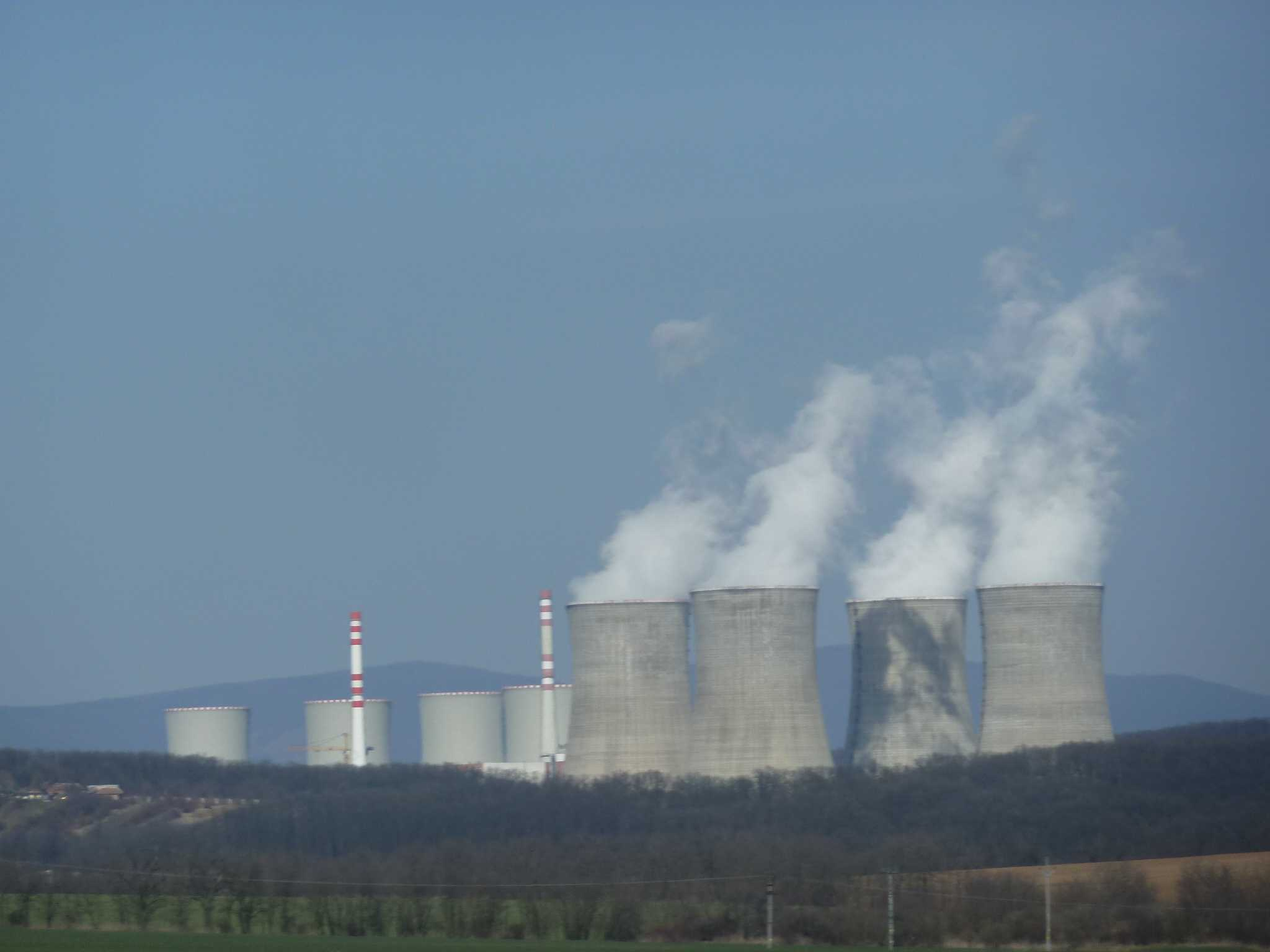
Centrala nucleară

În 2012, Slovacia a produs un total de 28.393 GWh de energie electrică, consumând în același timp 28.786 GWh. Nivelul ușor mai ridicat de consum decât capacitatea de producție (- 393 GWh) a însemnat că țara nu a fost autosuficientă în ceea ce privește aprovizionarea cu energie. Slovacia a importat energie electrică în principal din Republica Cehă (9.961 GWh - 73,6% din import total) și a exportat în principal în Ungaria (10.231 GWh - 78,2% din exporturile totale). 
Energia nucleară reprezintă 53,8% din producția totală de energie electrică în Slovacia, urmată de 18,1% din energia termică, 15,1% de hidroenergie, 2% din energia solară, 9,6% din alte surse, restul de 1,4% fiind importată.
Cele două centrale nucleare din Slovacia se află la Jaslovské Bohunice⁠(d) și Mochovce⁠(d), fiecare dintre ele având doi reactori în exploatare. Înainte de aderarea Slovaciei la UE în 2004, guvernul a fost de acord să oprească blocul V1 al centralei nucleare Jaslovské Bohunice⁠(d), construit în 1978. În prezent există un alt bloc (V2) cu doi reactori activi în Jaslovské Bohunice⁠(d). Centrala este programată pentru dezafectare în 2025. În fabrica din Mochovce se află doi reactori noi. Producția de energie nucleară din Slovacia uneori atrage atenția activiștilor austrieci în domeniul energiei verzi, care, ocazional, organizează proteste și blochează frontierele dintre cele două țări. 

### Transporturi

#### Rutier
Există patru autostrăzi principale, D1-D4 și opt drumuri expres R1-R8. Cele mai multe dintre ele se află încă în faza de planificare. 
Autostrada D1 face legătura între Bratislava și Trnava, Nitra, Trenčín, Žilina și mai departe, în timp ce autostrada D2⁠(d) o leagă de Praga, Brno și Budapesta în direcția nord-sud. O mare parte din autostrada D4 ⁠(d) (o centură exterioară), care ar trebui să ușureze presiunea asupra sistemului de autostrăzi din Bratislava, este programată să se deschidă în 2020.
Autostrada A6⁠(d) spre Viena conectează Slovacia direct la sistemul de autostrăzi austriece și a fost deschisă la 19 noiembrie 2007.

#### Aerian
Aeroportul M. R. Štefánik din Bratislava este principalul aeroport internațional din Slovacia. Acesta este situat la 9 km nord-est de centrul orașului. Acesta deservește zboruri interne și internaționale civile și guvernamentale, programate și neprogramate. Pistele curente susțin aterizarea tuturor tipurilor de aeronave comune utilizate în prezent. Aeroportul s-a bucurat de un trafic crescând de pasageri în ultimii ani; a deservit 279.028 de pasageri în 2000 și 2.292.712 în 2018. Printre aeroporturile mai mici deservite de companiile aeriene de pasageri se numără Aeroportul Internațional Košice și aeroportul din Poprad. 

#### Naval
Portul Bratislava este unul dintre cele două porturi fluviale internaționale din Slovacia. Portul leagă Bratislava de traficul internațional naval, în special interconectând Marea Nordului cu Marea Neagră prin Canalul Rin-Main-Dunăre. În plus, ambarcațiuni turistice operează din portul de pasageri din Bratislava, inclusiv cu rute către Devín, Viena și în alte părți.

#### Feroviar
Gara Centrală din Bratislava este inclusă în proiectul Magistralei europene, în cadrul căruia va fi realizată legătura feroviară de mare viteză cu Gara Paris-Est.

### Turism
Slovacia are peisaje naturale, munți, peșteri⁠(d), castele⁠(d) și orașe medievale, arhitectură populară, stațiuni balneare și stațiuni de schi⁠(d). Peste 5,4 milioane de turiști au vizitat Slovacia în 2017, iar cele mai atractive destinații sunt capitala Bratislava și Tatra Superioară. Cei mai mulți vizitatori provin din Republica Cehă (aproximativ 26%), Polonia (15%) și Germania (11%).
Slovacia conține multe castele, dintre care majoritatea sunt în ruine. Cele mai cunoscute castele sunt Castelul Bojnice⁠(d) (adesea folosit ca locație de filmare), Castelul Spiš (pe lista UNESCO), Castelul Orava⁠(d), Castelul Bratislava și ruinele Castelului Devín⁠(d). Castelul Čachtice⁠(d) a fost odată locuința celei mai prolifice ucigașe în serie, Erzsebet Báthory. 
Poziția Slovaciei în Europa și trecutul țării (parte a Regatului Ungariei, a Monarhiei Habsburgice și a Cehoslovaciei) au făcut ca numeroase orașe și să semene cu cele din Cehia (cum ar fi Praga), Austria (precum Salzburg) sau Ungaria (cum ar fi Budapesta). Un centru istoric cu cel puțin o piață centrală s-a păstrat în multe orașe. Centrele istorice mari pot fi găsite în Bratislava, Trenčín, Košice, Banská Štiavnica, Levoča și Trnava. Centrele istorice au trecut prin perioade de restaurare în ultimii ani. 
Bisericile istorice pot fi găsite în aproape orice sat și oraș din Slovacia. Cele mai multe dintre ele sunt construite în stil baroc, dar există și multe exemple de arhitectură romano-gotică , de exemplu Banská Bystrica, Bardejov și Spišská Kapitula. Bazilica Sf. Iacob⁠(d) din Levoča cu cel mai înalt altar sculptat în lemn din lume și Biserica Duhului Sfânt din Žehra cu fresce medievale sunt în Patrimoniul Mondial UNESCO. Catedrala Sfântul Martin din Bratislava servit drept biserică de încoronare pentru Regatul Ungariei. Cele mai vechi clădiri sacre din Slovacia provin din perioada Moraviei Mari în secolul al IX-lea. Structurile de lemn foarte prețioase sunt bisericile realizate complet din lemn în nordul și nord-estul Slovaciei. Cele mai multe au fost construite începând cu secolul al XV-lea de către romano-catolici, luterani și credincioși ai bisericilor răsăritene. 
Suvenirurile tipice din Slovacia sunt păpuși îmbrăcate în costume populare, obiecte ceramice, sticlă cristalină, figuri din lemn sculptate, črpáki (ghivece de lemn), fujaras⁠(d) (un instrument muzical popular din lista UNESCO) și valaškas⁠(d) (o secure decorată) și mai presus de toate obiecte realizate din coceni de porumb și sârmă, în special figurine umane. Suvenirurile pot fi cumpărate în magazinele conduse de către organizația de stat ÚĽUV (Ústredie ľudovej umeleckej výroby - Centrul de Producție de Artă Populară). Magazinele Dielo vând lucrări ale artiștilor și meșterilor slovaci. Aceste magazine se găsesc în majoritatea orașelor. 
Prețurile produselor importate sunt, în general, identice cu cele din țările învecinate, în timp ce prețurile produselor și serviciilor locale, în special alimentelor, sunt de obicei mai mici.

### Știință
Academia Slovacă de Științe⁠(d) este cea mai importantă instituție științifică și de cercetare din țară din 1953. Slovacii au adus contribuții științifice și tehnice notabile în istorie. În prezent, Slovacia este în procesul de negociere pentru a deveni membru al Agenției Spațiale Europene. Statutul de observator a fost acordat în 2010, când Slovacia a semnat Acordul General de Cooperare în care au fost împărtășite informații despre programele de educație continuă și Slovacia a fost invitată la diverse negocieri ale ESA. În 2015, Slovacia a semnat acordul european de cooperare, pe baza căruia Slovacia s-a angajat în programul de aderare financiară denumit PECS (Planul pentru Statele Europene Cooperante), care servește drept pregătire pentru aderarea deplină. Organizațiile de cercetare și dezvoltare din Slovacia pot solicita finanțarea proiectelor privind avansarea tehnologiilor spațiale. Participarea completă a Slovaciei la ESA este prevăzută în 2020, după semnarea Convenției ESA. Slovacia va fi obligată să stabilească un buget de stat care să includă finanțarea ESA.

## Demografie
| An:                | 1994      | 2004      | 2014      | 2024      |
| ------------------ | --------- | --------- | --------- | --------- |
| Număr de persoane: | 5.356.207 | 5.384.822 | 5.421.349 | 5.419.451 |
| Diferență:         |           | +0,53%    | +0,67%    | −0,03%    |

| An:                | 2023      | 2024      |
| ------------------ | --------- | --------- |
| Număr de persoane: | 5.424.687 | 5.419.451 |
| Diferență:         |           | −0,09%    |

Conform recensământului din 2011, majoritatea locuitorilor Slovaciei sunt slovaci (80,7%). Maghiarii sunt cea mai mare minoritate etnică (8,5%). Alte grupuri etnice sunt romii (2%), cehii (0,6%), rutenii (0,6%) și altele sau etnii nespecificate (7,6%). Estimările neoficiale privind populația romă sunt mult mai mari, în jur de 5,6%.
În 2007, Slovacia avea estimată rata fertilității totale⁠(d) la 1,33 (adică, în medie o femeie are 1,33 copii), care este semnificativ mai mică decât nivelul de înlocuire⁠(d) și este una dintre cele mai scăzute rate din țările UE. 
Cele mai mari valuri de emigrare slovacă au avut loc în secolele al XIX-lea și începutul secolului al XX-lea. În 1990, în SUA, 1.8 milioane de persoane se identificau ca fiind de origine slovacă. 

### Limbile

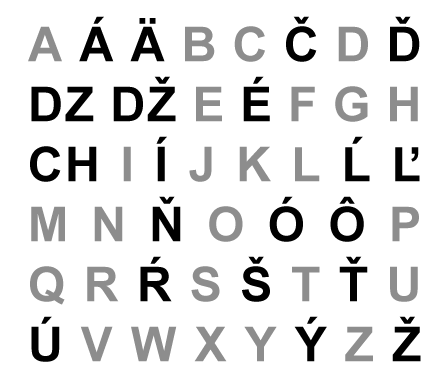
are 46 de caractere, din care 3 sunt digrame și 18 conțin diacritice.

Limba oficială este limba slovacă, membră a familiei limbilor slave. Maghiara este larg vorbită în regiunile sudice, iar ruteana este folosită în unele părți ale nord-estului. Limbile minoritare dețin statutul de co-oficial în comunele în care dimensiunea populației minoritare atinge pragul legal de 15% în două recensăminte consecutive.
Slovacia este clasată printre primele țări ale UE în ceea ce privește cunoașterea limbilor străine. În 2007, 68% din populația cu vârste cuprinse între 25 și 64 de ani a susținut că vorbește două sau mai multe limbi străine, locul doi în topul Uniunii Europene. Cea mai cunoscută limbă străină în Slovacia este ceha. Raportul Eurostat arată, de asemenea, că 98,3% dintre elevii slovaci din învățământul secundar superior studiază două limbi străine, clasându-se cu mult peste media de 60,1% în Uniunea Europeană.
Comunitatea surzilor folosește limbajul slovac al semnelor⁠(d). Chiar dacă limbile cehă și slovacă sunt similare, limbajul slovac al semnelor nu este foarte apropiat de cel cehesc⁠(d). 

### Religie
Constituția slovacă garantează libertatea religioasă. În 2011, 62% dintre slovaci s-au identificat drept romano-catolici, 8,9% protestanți, 3,8% greco-catolici, 0,9% drept ortodocși, 13,4% atei sau nereligioși și 10,6% nu au răspuns. În 2004, aproximativ o treime dintre membrii bisericii au participat în mod regulat la slujbe. Biserica greco-catolică slovacă este o biserică catolică de rit răsăritean sui iuris⁠(d). Înainte de al Doilea Război Mondial, aproximativ 90.000 de evrei locuiau în Slovacia (1,6% din populație), dar majoritatea au fost uciși în timpul Holocaustului. După reduceri ulterioare datorate emigrației și asimilării postbelice, astăzi mai rămân doar aproximativ 2.300 de evrei (0,04% din populație).
În Slovacia există 18 religii înregistrate la stat, dintre care 16 sunt creștine, una este iudaică și una este Bahá'í. În 2016, o majoritate de două treimi din parlamentul slovac a adoptat un nou proiect de lege care împiedica islamul și alte organizații religioase să devină religie recunoscută de stat prin dublarea pragului minim admisibil de la 25.000 la 50.000; cu toate acestea, președintele slovac Andrej Kiska a respins proiectul de lege. În 2010, în Slovacia s-au estimat 5000 de musulmani reprezentând mai puțin de 0,1% din populația țării. Slovacia este ultimul stat membru al Uniunii Europene fără o moschee.

### Educație

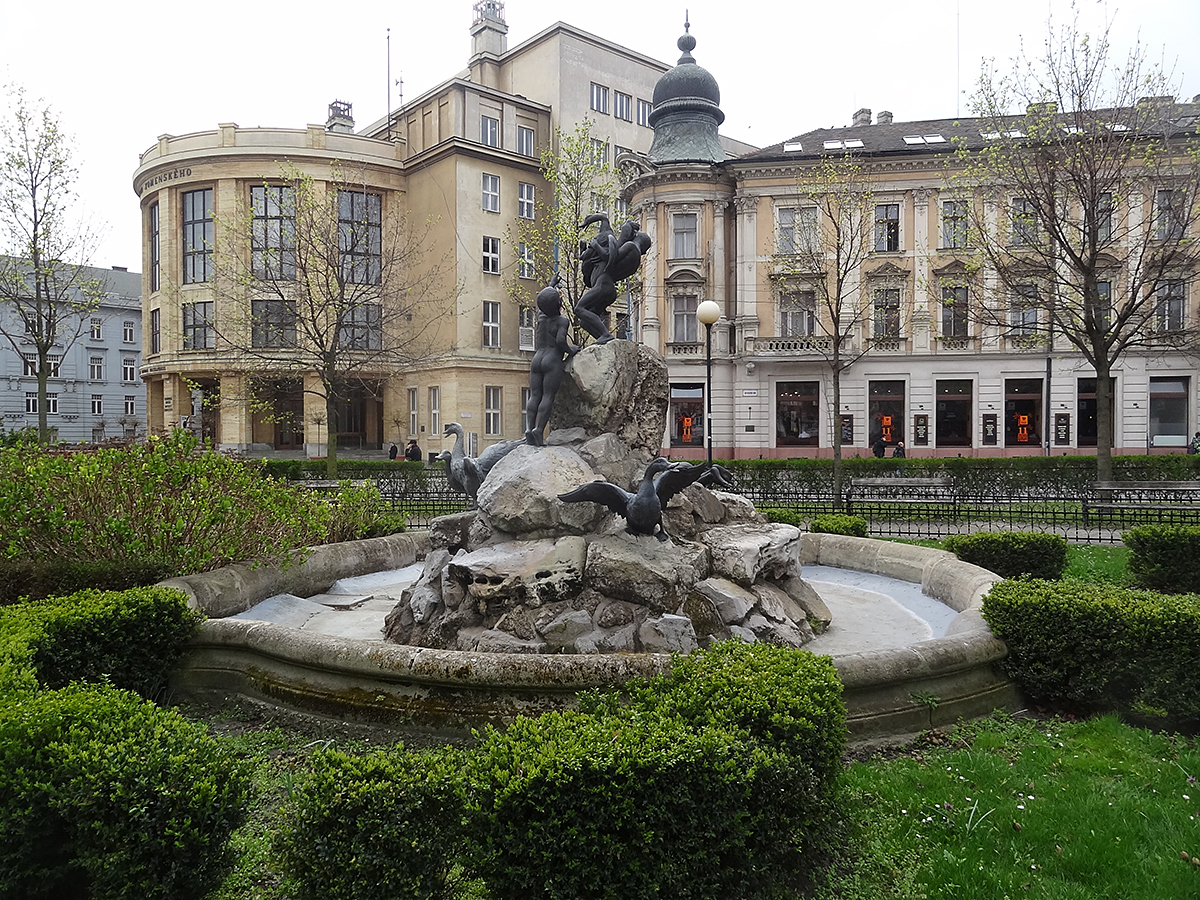
Universitatea Comenius din Bratislava

Programul de evaluare internațională a studenților, coordonat de OCDE, clasifică în prezent învățământul secundar slovac pe locul 30 în lume (imediat după Statele Unite și deasupra Spaniei). Educația în Slovacia este obligatorie de la vârsta de 6 ani până la 16 ani. Sistemul de învățământ este alcătuit din școala elementară care este împărțită în două părți, primul ciclu (6-10 ani) și al doilea ciclu (10-15 ani), care este terminat prin testarea la nivel național denumită Monitor, la limba slovacă și matematică. Părinții pot solicita asistență socială pentru un copil care studiază într-o școală elementară sau liceu. Dacă este aprobat, statul furnizează copilului necesarul de bază. Școlile oferă cărți tuturor elevilor, cu excepția obișnuită a cărților pentru studierea unei limbi străine și a cărților în care se iau notițe, prezente la primul nivel al școlii elementare. 
După terminarea școlii elementare, elevii sunt obligați să facă un an de liceu. 
După terminarea liceului, studenții pot merge la universitate și sunt puternic încurajați să facă acest lucru. Slovacia are o gamă largă de universități. Cea mai mare universitate este Universitatea Comenius, înființată în 1919. Deși nu este prima universitate înființată vreodată pe teritoriul slovac, este cea mai veche universitate care încă mai funcționează. Cele mai multe universități din Slovacia sunt finanțate din fonduri publice, la care poate aplica oricine. Fiecare cetățean are dreptul la educație gratuită în școlile publice. 
Slovacia are câteva universități finanțate din fonduri private, cu toate acestea, universitățile publice au un punctaj mai bun în clasament decât omologii lor privați. Universitățile au criterii diferite pentru acceptarea studenților. Oricine poate aplica la orice număr de universități.

## Cultura

### Tradiția populară
Tradiția populară⁠(d) s-a înrădăcinat puternic în Slovacia și se reflectă în literatură, muzică, dans și arhitectură. Primul exemplu este imnul național slovac „Nad Tatrou sa blýska”, care se bazează pe o melodie din cântecul folcloric „Kopala studienku⁠(d)”. 
Manifestarea culturii folclorice slovace este Festivalul folcloric „Východná”. Este cel mai vechi și cel mai mare festival național cu participare internațională care se desfășoară anual la Východná. Slovacia este de obicei reprezentată de mai multe grupuri, dar în principal de SĽUK (Slovenský ľudový umelecký kolektív). SĽUK este cel mai mare grup de artă populară slovacă, încercând să păstreze tradiția folclorică. 
Un exemplu de arhitectură populară în lemn în Slovacia poate fi văzut în satul bine conservat Vlkolínec înscris în Patrimoniul Mondial UNESCO din 1993. În nordul țării se află bisericile de lemn din Carpații Slovaciei, monumente  înscrise pe lista patrimoniului mondial UNESCO în 2008, precum cele de la Bodružal, Hervartov, Ladomirová și Ruská Bystrá. 
Cel mai cunoscut erou slovac, găsit în multe mitologii populare, este Juraj Jánošík⁠(d) (1688-1713) (echivalentul slovac al lui Robin Hood). Legenda spune că el lua de la bogați și dăruia celor săraci. Viața lui Jánošík a fost descrisă într-o listă de lucrări de literatură și multe filme în secolul al XX-lea. Unul dintre cele mai populare este filmul Jánošík regizat de Martin Frič în 1935. 

### Artă
Artele vizuale din Slovacia sunt reprezentate prin pictură, desen, grafică, ilustrație⁠(d), arte și meserii , sculptură, fotografie sau artă conceptuală. Galeria Națională Slovacă⁠(d), înființată în 1948, este cea mai mare rețea de galerii din Slovacia. Două expoziții în Bratislava sunt situate în Palatul Esterházyho⁠(d) (Esterházyho palac) și Castelele de Apă (Vodné kasárne), unul lângă celălalt. Acestea sunt situate pe malul Dunării, în orașul vechi.
Galeria orașului Bratislava⁠(d), înființată în 1961, este a doua cea mai mare galerie slovacă de acest gen. Stochează aproximativ 35.000 de piese de artă slovacă și internațională și oferă expoziții permanente în Palatul Pálffy⁠(d) și Palatul Mirbach⁠(d), aflat în orașul vechi. Muzeul de Artă Danubiana, unul dintre cele mai tinere muzee de artă din Europa, este situat în apropierea uzinei de apă Čunovo⁠(d). Printre alte galerii importante se numără: Muzeul de Artă Modernă Andy Warhol⁠(d), Galeria Est Slovacă⁠(d), Galeria de Artă Ernest Zmeták⁠(d), Castelul Zvolen⁠(d). 

### Literatură

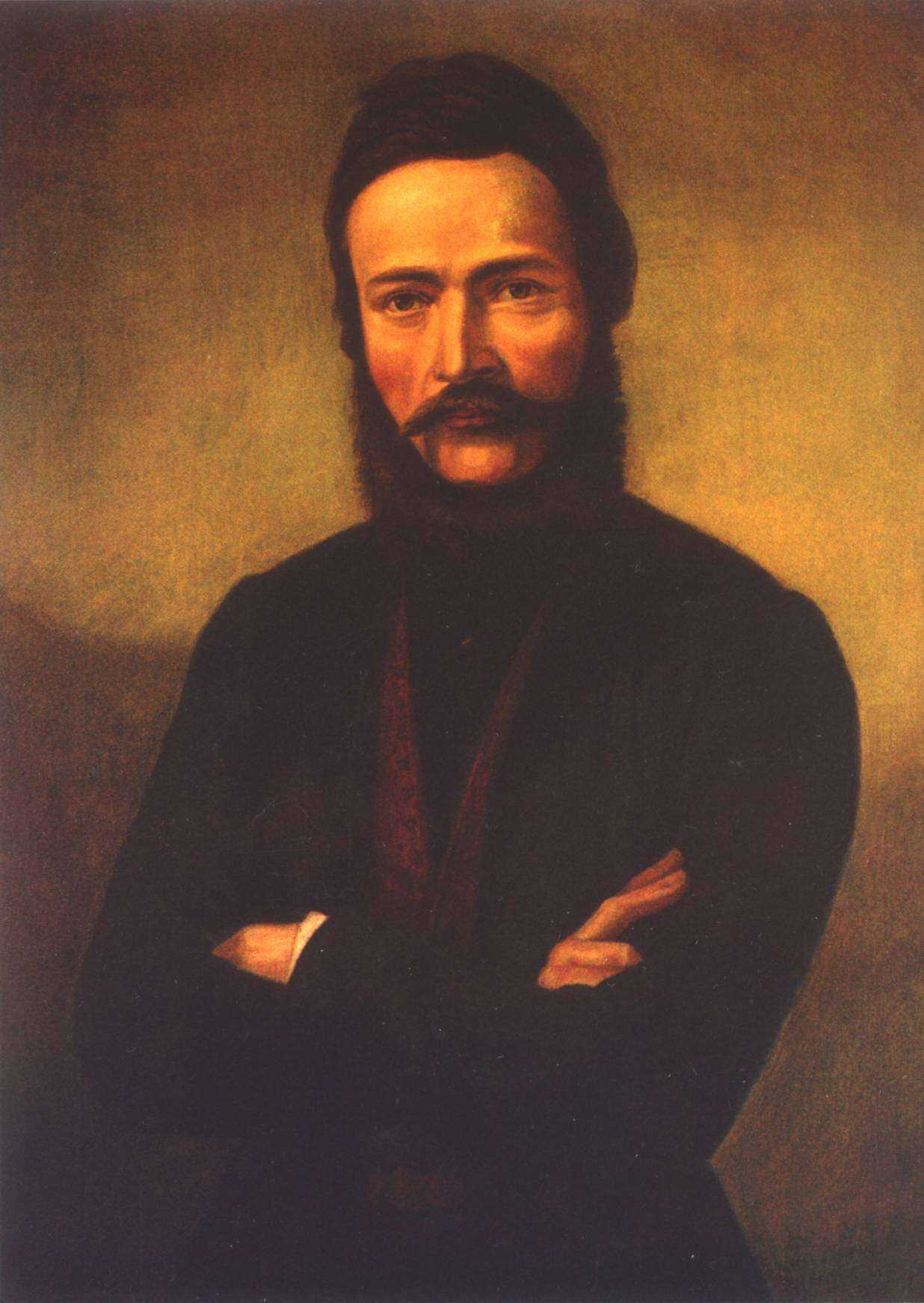
Ľudovít Štúr, autorul limbii slovace standard

Printre subiectele creștine se numără: poemul Proglas⁠(d) ca prefață la cele patru Evanghelii, traduceri parțiale ale Bibliei în slavonă, Zakon sudnyj ljudem. 
Literatura medievală, în perioada secolelor al XI-lea–al XV-lea, a fost scrisă în latină, cehă, și cehă slovacizată. Liricul (rugăciunile, cântecele și incantațiile) era încă controlat de Biserică, în timp ce epicul se concentra pe legende. Printre autorii din această perioadă se numără Johannes de Thurocz, autorul Chronica Hungarorum⁠(d) și Maurus, ambii maghiari. De asemenea, a apărut literatura de lume, și în această perioadă s-au scris cronici. 
Două persoane au avut rol conducător la codificarea limbii slovace. Primul a fost Anton Bernolák, al cărui concept s-a bazat pe dialectul vest-slovac în 1787. Ea a fost codificarea primei limbi literare a slovacilor. Al doilea a fost Ľudovít Štúr, a cărui formare a limbii slovace s-a bazat pe principii din dialectul slovac central în 1843. 
Slovacia este cunoscută și pentru polihistorii săi, printre care se numără și Pavol Jozef Šafárik, Matej Bel⁠(d), Ján Kollár și revoluționarii și reformiștii politici, precum Milan Rastislav Štefánik și Alexander Dubček.

### Bucătăria

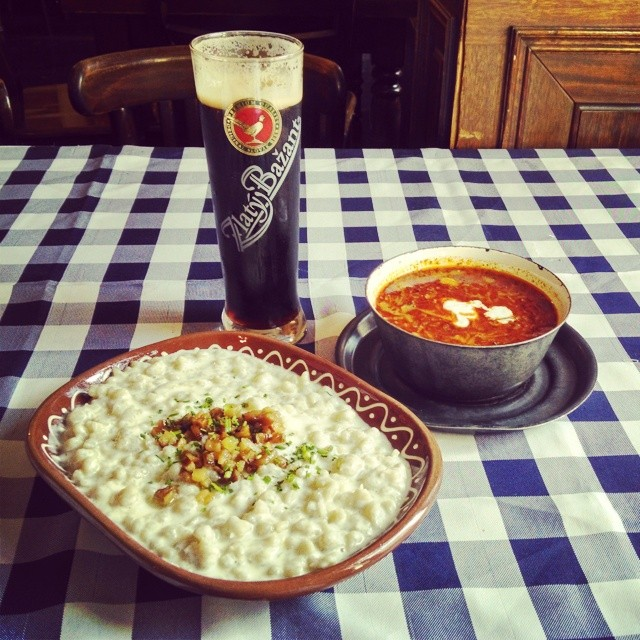
cu brânză, supă și bere neagră Zlatý Bažant - exemple de bucătărie slovacă

Bucătăria tradițională slovacă se bazează în principal pe carne de porc⁠(d), carne de pasăre (găina este cel mai larg consumată, urmat de rață, gâscă și curcan), făină, cartofi, varză și produse lactate. Este relativ strâns legată de bucătăria austriacă⁠(d), maghiară⁠(d) și cehă⁠(d). În est, este influențată puțin și de bucătăria poloneză și cea ucraineană⁠(d). În comparație cu alte țări europene, carnea de vânat este mai accesibilă în Slovacia datorită resurselor vaste de pădure și deoarece vânătoarea este relativ populară. Porcul, iepurele și vânatul⁠(d) sunt în general disponibile pe tot parcursul anului. Mielul și capra se mai consumă, dar nu sunt foarte populare. 
Felurile tradiționale slovace de mâncare sunt bryndzové halušky⁠(d) (găluște cu brânză), bryndzové pirohy (colțunași cu brânză) și alte feluri de mâncare cu aluat de cartofi și brânză⁠(d). Brânza este de obicei sărată, din lapte de oaie, caracterizată printr-un gust și o aromă puternică. Bryndzové halušky trebuie să fie în meniul oricărui restaurant slovac tradițional. 
O supă tipică este cea de varză acră⁠(d) („kapustnica”). Cârnații de sânge⁠(d) numiți „krvavnica”, fabricat din orice parte a unui porc măcelărit, este de asemenea o mâncare specifică slovacă. 
Vinurile se consumă pe întreg teritoriul Slovaciei. Vinul slovac⁠(d) provine predominant din zonele de sud de-a lungul Dunării și afluenților săi; jumătatea nordică a țării este prea rece și montană pentru a crește vița de vie. În mod tradițional, vinul alb era mai popular decât cel roșu sau rosé (cu excepția unor regiuni) și vinul dulce⁠(d) mai popular decât cel sec, dar în ultimii ani gusturile par să se schimbe. Berea (în principal stilul Pilsner, deși se consumă și lager negru⁠(d)) este de asemenea populară. 

### Sporturi
Activitățile sportive sunt practicate pe scară largă în Slovacia, multe dintre ele la nivel profesional. Hocheiul pe gheață și fotbalul au fost în mod tradițional considerate cele mai populare sporturi din Slovacia, deși sunt populare și tenisul, handbalul, baschetul, voleiul, raftingul, ciclismul și atletismul. 
Hochei pe gheață

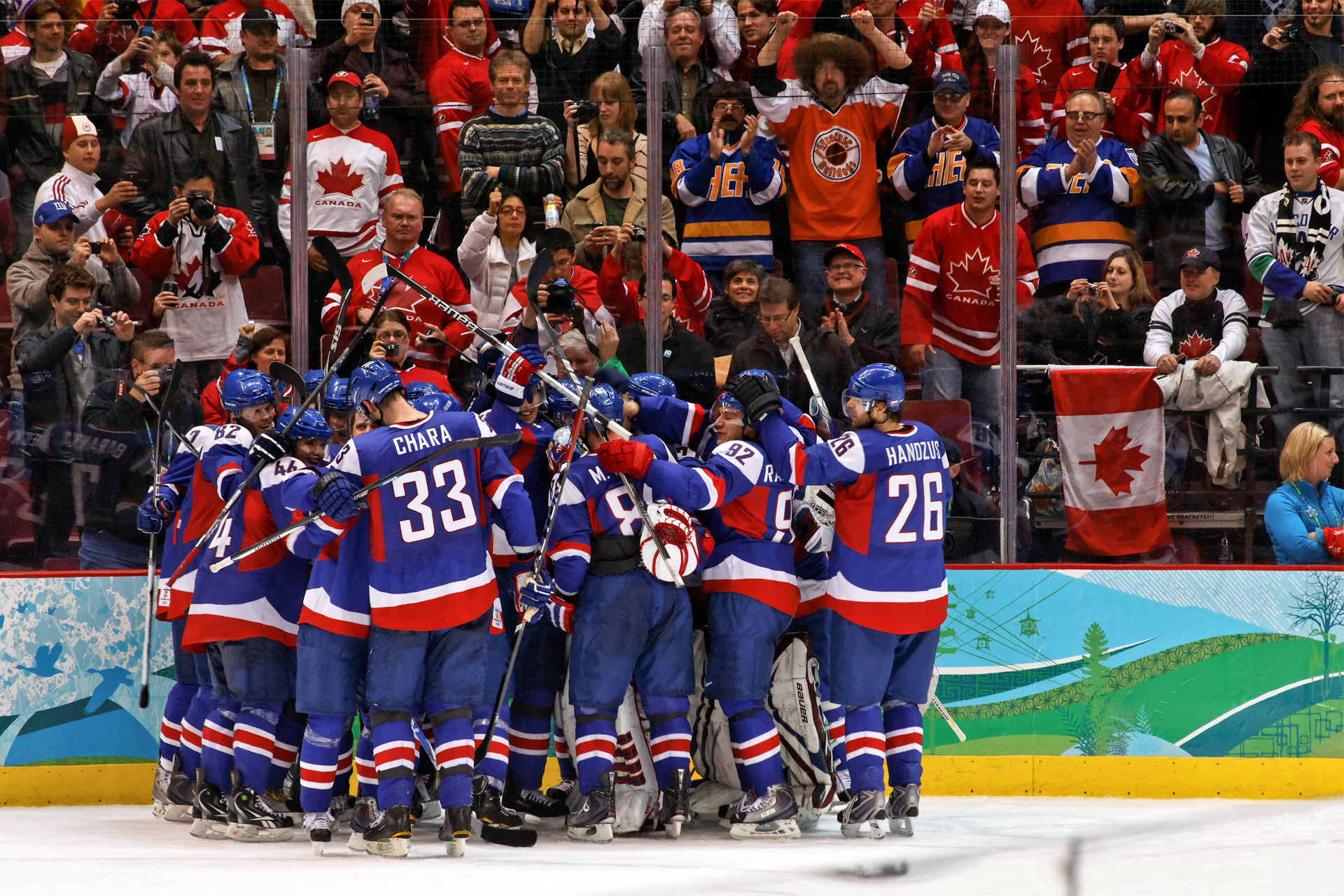
sărbătorind o victorie împotriva la Jocurile Olimpice de iarnă din 2010

Unul dintre cele mai populare sporturi de echipă din Slovacia este hocheiul pe gheață. Slovacia a devenit membră al IIHF la 2 februarie 1993 și de atunci a câștigat 4 medalii la Campionatele Mondiale de Hochei pe Gheață, 1 de aur, 2 de argint și 1 de bronz. Cel mai recent succes a fost o medalie de argint la Campionatul Mondial IIHF⁠(d) de la Helsinki. Echipa națională de hochei slovacă a avut cinci apariții în jocurile olimpice, terminând pe locul 4 în 2010, la Jocurile Olimpice de iarnă de la Vancouver. Țara are 8280 de jucători înregistrați și se află pe locul 7 în clasamentul mondial IIHF⁠(d) în prezent. Înainte de 2012, echipa slovacă HC Slovan Bratislava⁠(d) a participat la Liga de Hochei Kontinental⁠(d), considerată cea mai puternică ligă de hochei din Europa, și a doua cea mai bună din lume.
Slovacia a găzduit Campionatul Mondial IIHF 2011⁠(d), la care Finlanda⁠(d) câștigat medalia de aur. Jocurile s-au disputat la Bratislava și Košice. 
Fotbal

Fotbalul este cel mai popular sport din Slovacia, cu peste 400.000 de jucători înregistrați. Din 1993, echipa națională de fotbal slovacă s-a calificat pentru Cupa Mondială a FIFA o dată, în 2010, ajungând în optimi, unde a fost învinsă de Țările de Jos. Cel mai notabil rezultat a fost victoria cu 3-2 în fața Italiei. În 2016, echipa națională de fotbal slovacă s-a calificat pentru turneul UEFA Euro 2016, sub conducerea lui Ján Kozák⁠(d). Acest lucru a ajutat echipa să ajungă la cea mai bună poziție din istorie în clasamentul mondial al FIFA . 
În competițiile de club, doar trei echipe s-au calificat pentru faza grupelor UEFA Champions League, respectiv MFK Košice în sezonul 1997-98, FC Artmedia Bratislava în sezonul 2005-06 și MŠK Žilina în 2010-11. FC Artmedia Bratislava a fost cea mai de succes echipă, terminând pe locul 3 grupa sa de și calificându-se astfel pentru etapa eliminatorie a Europa League. Ea rămâne singura echipă slovacă care a câștigat un meci în faza grupelor Ligii Campionilor.